# U-Bahn Frankfurt

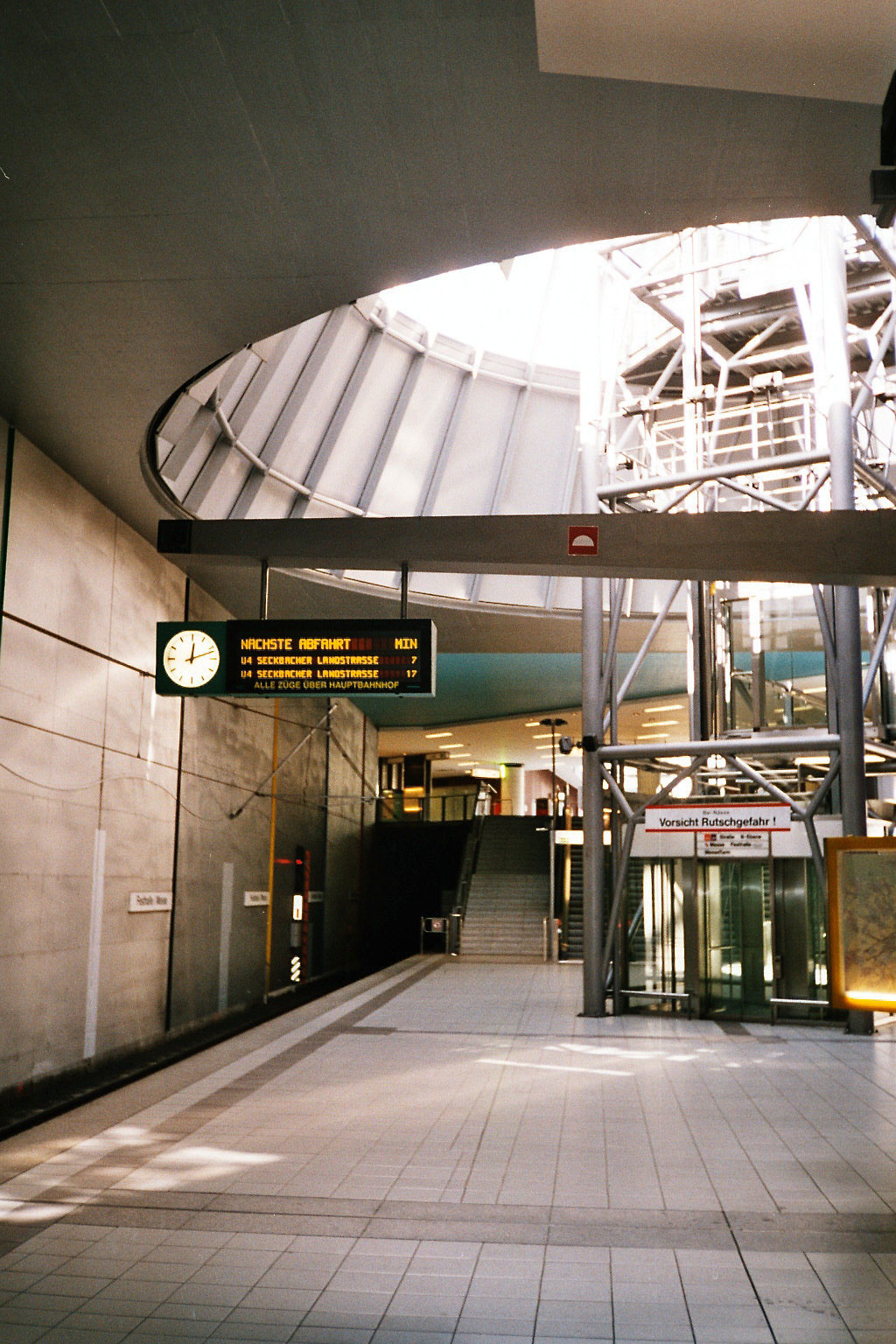
U-Bahnhof Festhalle/Messe

Die U-Bahn Frankfurt ist das Stadtbahnsystem der Stadt Frankfurt am Main und nach der S-Bahn Rhein-Main und vor der Straßenbahn Frankfurt am Main wichtigster Verkehrsträger des öffentlichen Personennahverkehrs in der Stadtregion Frankfurt. Die U-Bahn wird täglich von fast 400 000 Fahrgästen benutzt.
Das Netz wurde seit 1968 in mehreren Stufen in Betrieb genommen. Es besteht aus drei Stammstrecken mit innerstädtischen U-Bahn-Tunneln und oberirdischen Strecken in den Außenbereichen. Die oberirdischen Abschnitte haben unterschiedliche Ausbaustandards vom unabhängigen bis zum straßenbündigen Bahnkörper.
Die Frankfurter U-Bahn hat neun Linien, davon acht Linien in der Innenstadt, mit zusammen 27 Tunnelbahnhöfen und 59 oberirdischen Stationen. Auf dem 65 Kilometer langen Streckennetz wurden im Jahr 2016 über 132 Millionen Fahrgäste befördert. Zuletzt kamen am 12. Dezember 2010 mit der U8 und der U9 zwei neue Linien hinzu, die den Universitätscampus und das Neubaugebiet am Riedberg erschließen. Die U-Bahn-Linie U9 ist die erste Linie, die nicht die Innenstadt berührt.

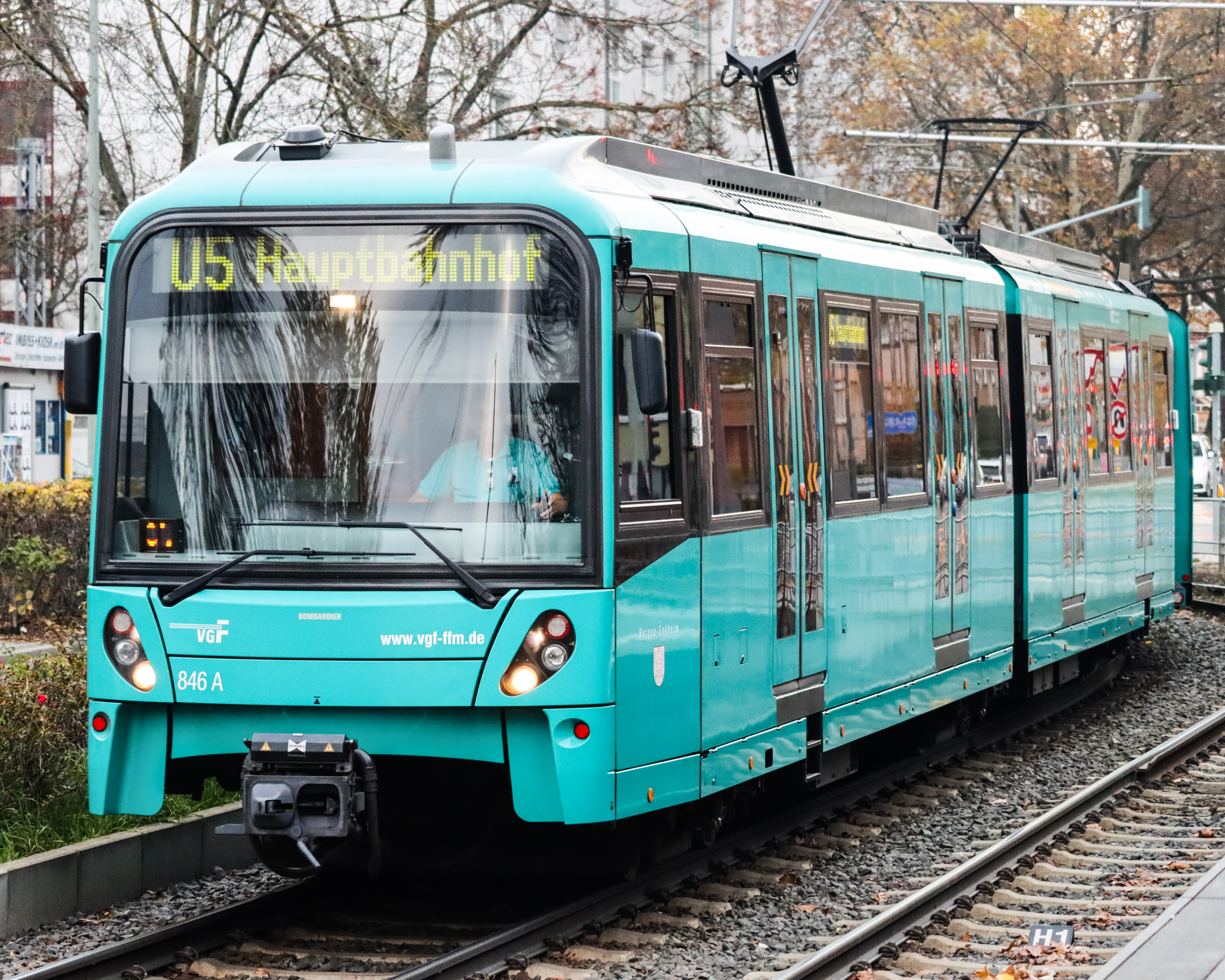
Triebwagen der Linie U5

## Allgemeines
Eigentümerin von Strecken, Fahrzeugen und einem großen Teil der Bahnhöfe ist seit 1996 die Verkehrsgesellschaft Frankfurt am Main mbH (VGF). Die stadteigene Gesellschaft ging aus der Verkehrsabteilung der Stadtwerke Frankfurt hervor, die zuvor Betreiberin des städtischen Schienen- und Busverkehrs war. Die Schienenverkehrsleistungen sind bis zum 31. Januar 2031 an die VGF vergeben. Auftraggeberin der VGF ist die städtische Nahverkehrsgesellschaft traffiQ.
Wie alle Linien des öffentlichen Personennahverkehrs in Frankfurt gehört die U-Bahn seit 1995 zum Tarifgebiet des Rhein-Main-Verkehrsverbunds (RMV). Von 1974 bis zur Gründung des RMV waren die Stadtwerke Gesellschafter im Vorgängerverbund, dem Frankfurter Verkehrsverbund (FVV).

## Geschichte

Ersttagsfahrschein anlässlich der Eröffnung der Stadtbahnlinie A1 am 4. Oktober 1968

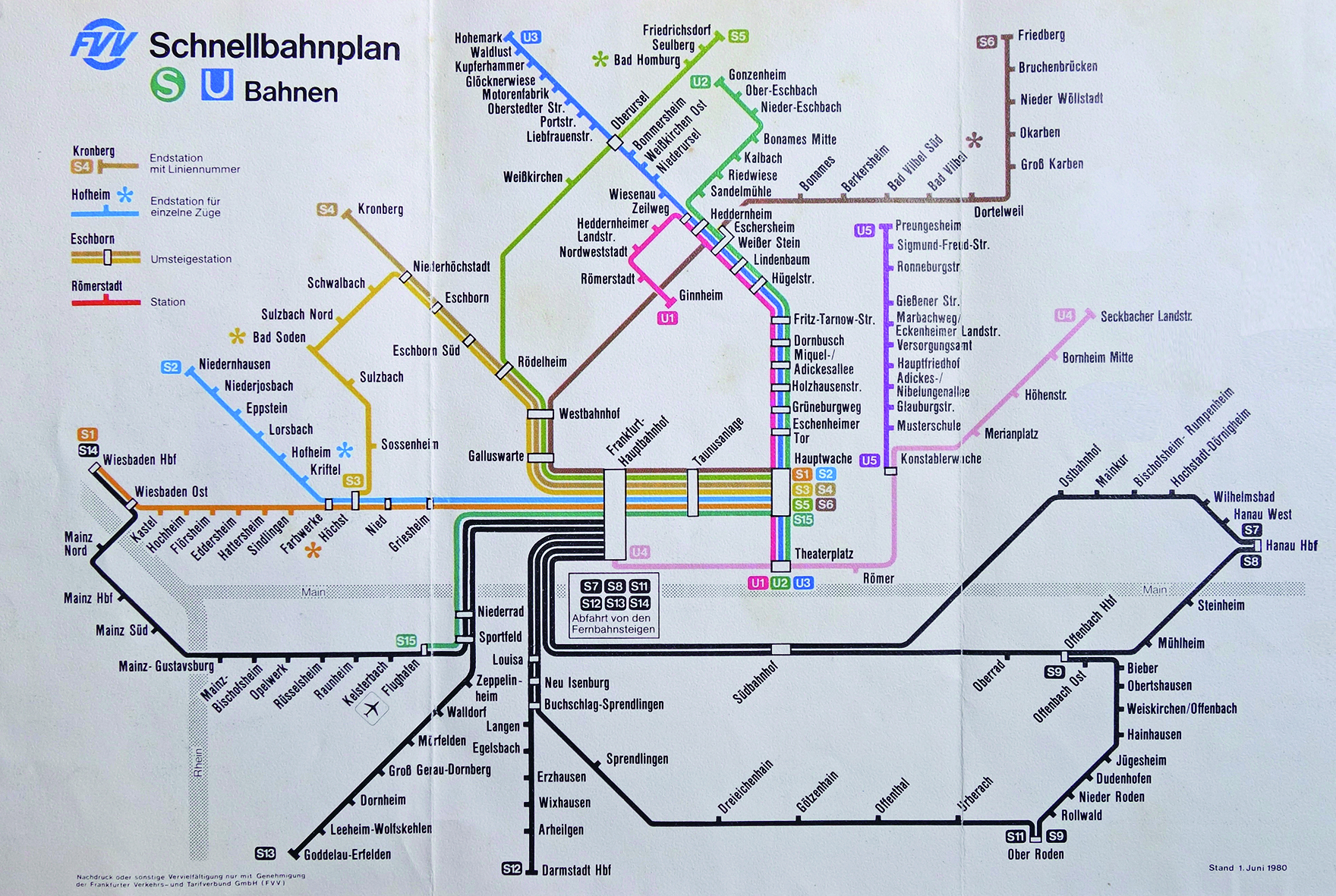
U-Bahn- und S-Bahn-Netz von 1980 auf einem FVV-Faltblatt

Netzplan von 2022 mit Anbindung der Stadtteile

Aufgrund ihrer langen Planungs- und Baugeschichte und der unterschiedlichen Vorgeschichte der oberirdischen Teilstrecken weist die Frankfurter U-Bahn eine Reihe von technischen und betrieblichen Besonderheiten auf, die sie von reinen U-Bahn-Systemen unterscheiden und als Stadtbahn charakterisieren.
Anfang der 1950er Jahre entstanden die ersten Planungen, die damals schon stark überforderte Straßenbahn zu entlasten. 1958 waren in Frankfurt bereits mehr als 100 000 Kraftfahrzeuge zugelassen, und mehr als 180 000 Pendler täglich beanspruchten die Verkehrsinfrastruktur. Verschiedene Alternativen zum Bau eines modernen Schnellverkehrssystems und zur Trennung der oberirdischen Verkehrsströme wurden diskutiert. Am 5. April 1960 beantragte die SPD-Fraktion, die Stadtverordnetenversammlung möge sich auf eine Hochbahn vom System Alweg festlegen. Oberbürgermeister Werner Bockelmann befürwortete jedoch von vorneherein den Bau einer U-Bahn, die allerdings als kostspieligste Variante galt. Am 7. Juli 1960 beauftragte das Stadtparlament daher einen Städteplaner mit der Erstellung einer planerischen Gesamtübersicht, um die Kosten der drei Systeme Alweg-Bahn, U-Bahn und U-Straßenbahn miteinander vergleichen zu können. Federführend für die Planung wurde der im Oktober 1961 gewählte Verkehrsdezernent Walter Möller. Die Entscheidung fiel schließlich Ende 1961 zugunsten des U-Bahn-Systems, das in mehreren Abschnitten unter Nutzung der vorhandenen Straßenbahninfrastruktur entstehen sollte. In der ersten Bauphase sollten vorerst die Tunnelstrecken der Innenstadt errichtet werden, die über provisorische Rampen an die angrenzenden Straßenbahnstrecken angeschlossen werden sollten. Erst in der zweiten Bauphase sollten die Tunnel über die Innenstadt hinaus verlängert werden und an für den Stadtbahnbetrieb geeignete ausgebaute oberirdische Strecken in den Vororten anschließen. In der dritten Bauphase wäre dann der Wandel von der Stadtbahn zu einer U-Bahn vollzogen worden, die vollkommen unabhängig vom Straßenverkehr in Tunneln, Einschnitten und auf Dämmen verkehren sollte.
Am 28. Juni 1963 erfolgte der erste Rammschlag für den Bau des 3,2 Kilometer langen Tunnels unter der Eschersheimer Landstraße. Für die erste Ausbaustufe bis 1975 – etwa den heutigen Stammstrecken A und B entsprechend – wurde mit Baukosten von 565 Millionen DM gerechnet. Der neue Oberbürgermeister Willi Brundert verglich den „kühn begonnenen U-Bahn-Bau“ 1964 in seinen Dimensionen mit dem mittelalterlichen Dombau.
Bereits nach einem Jahr drohte das ehrgeizige Mammutprojekt an Finanzierungsproblemen zu scheitern. Sinkende Steuereinnahmen und eine zugunsten von Bund und Ländern orientierte Abgabenpolitik trieben schon Mitte der 1960er vielerorts die Kommunen nahe an den Ruin. 1964 war Frankfurt mit 1,4 Milliarden DM die am höchsten verschuldete Stadt Deutschlands, bei einem ordentlichen Haushaltsvolumen von 733 Millionen DM. Unter dem Druck, den defizitären Haushalt stabilisieren zu müssen, kürzte die Stadtverordnetenversammlung zwischen 1964 und 1965 die langfristige Investitionsplanung von 2,7 Milliarden auf 1,7 Milliarden DM und deutete zeitweise sogar an, die Eschersheimer Landstraße nach Abschluss der Tunnelarbeiten als „unbefahrbare Wüstenei“ zurückzulassen.
Am 17. August 1966 fand anlässlich eines Tages der offenen Tür die erste Probefahrt des neuen U1-Triebwagens auf einem bereits fertiggestellten 500 Meter langen Tunnelabschnitt unter der Eschersheimer Landstraße statt. Am 23. August 1966 verhängte die Stadtverordnetenversammlung einen vorübergehenden Baustopp für den gerade begonnenen zweiten Bauabschnitt der U-Bahn, die Stammstrecke B.
Am 4. Oktober 1968 um 13 Uhr gab Bundesverkehrsminister Georg Leber das Startsignal für den ersten U-Bahn-Zug in der Station Hauptwache. Mit einem zweitägigen Volksfest wurde die Betriebsaufnahme der Frankfurter U-Bahn als „dritte U-Bahn in Deutschland nach Berlin und Hamburg, und als 35. U-Bahn der Welt“ gefeiert. Der Bau der knapp neun Kilometer langen U-Bahn-Linie A1 von der Hauptwache zum Nordwestzentrum hatte schließlich 344 Millionen DM gekostet, von denen der Bund 56 Millionen und das Land Hessen 129 Millionen getragen hatten.
Bald nach der Eröffnung gab es Kritik an der Konzeption des stufenweisen Netzausbaus, weil die durch Zäune abgetrennten oberirdischen Streckenabschnitte und die angrenzenden Tunnelrampen die betroffenen Stadtteile zerschnitten. Überdies zeigte sich bald, dass die Tunnelrampen in der Eschersheimer Landstraße und der Friedberger Anlage, anders als ursprünglich geplant, keine Provisorien blieben, sondern jahrzehntelang in Betrieb bleiben mussten. Daher ging man in den 1970er Jahren dazu über, die Tunnel gleich mit ihrer endgültig geplanten Länge zu errichten. Wo ein Weiterbau bis zum geplanten Endzustand noch nicht möglich war, endeten Stadtbahnlinien vorübergehend an unterirdischen Stationen. 1974 ging die zweite unterirdische Strecke vom Theaterplatz zur Konstablerwache in Betrieb, die 1978 zum Hauptbahnhof und 1980 nach Bornheim verlängert wurde.
Mit der Inbetriebnahme der dritten Stammstrecke von Bockenheim zum Zoo im Herbst 1986 war das innerstädtische Tunnelnetz weitgehend fertiggestellt. Die Einweihung war von heftigen Protesten gegen das Konzept der schienenfreien Innenstadt begleitet. Anders als ursprünglich geplant wurden die verbliebenen Straßenbahnlinien in der Altstadt nicht stillgelegt, sondern weiterbetrieben und später sogar ausgebaut. Es folgten langjährige, teilweise dogmatisch geführte kommunalpolitische Auseinandersetzungen über den weiteren Ausbau der U-Bahn. Nach der Kommunalwahl 2005 stoppte die neue schwarz-grüne Koalition im Römer die baureife Planung zum Bau der sogenannten DII-Strecke von Bockenheim nach Ginnheim und erklärte, keine weiteren U-Bahn-Strecken mehr zu bauen.
Dennoch wurde seit 2000 die systemtechnische Trennung von Straßenbahn und U-Bahn vorangetrieben. Während auf den Straßenbahnlinien seit 2007 im Regelbetrieb nur noch moderne Niederflurfahrzeuge verkehren, werden die U-Bahn-Stationen Schritt für Schritt auf Hochbahnsteige umgerüstet und nach und nach alle Linien auf den Betrieb mit den 2,65 Meter breiten U5-Triebwagen umgestellt. Dies gilt auch für die lange Zeit umstrittene Linie U5 trotz ihres straßenbündigen Verkehrskörpers auf der schmalen Eckenheimer Landstraße. Bis Oktober 2016 wurden auf dieser Linie daher noch die umgebauten Straßenbahnwagen des Typs Ptb eingesetzt, die als einzige einen Fahrgastwechsel an Stationen mit und ohne Hochbahnsteig ermöglichten.
Seit Sommer 2008 wird das Liniennetz auch wieder ausgebaut. Seit diesem Zeitpunkt verkehrt die vorher reine Tunnellinie U4 ab ihrem ehemaligen Endpunkt an der Seckbacher Landstraße in Frankfurt-Bornheim weiter bis nach Enkheim, wobei sie bestehende Betriebsgleise über den Betriebshof Ost nutzt. Als vorerst letzte Erweiterung folgte im Dezember 2010 die Inbetriebnahme der U8 und U9 zum Riedberg. Der Bau der 2011 beschlossenen Verlängerung der Linie U5 vom Hauptbahnhof ins Europaviertel hat mit ersten vorbereitenden Bauarbeiten 2013 begonnen. Die Eröffnung ist derzeit für 2027 geplant.

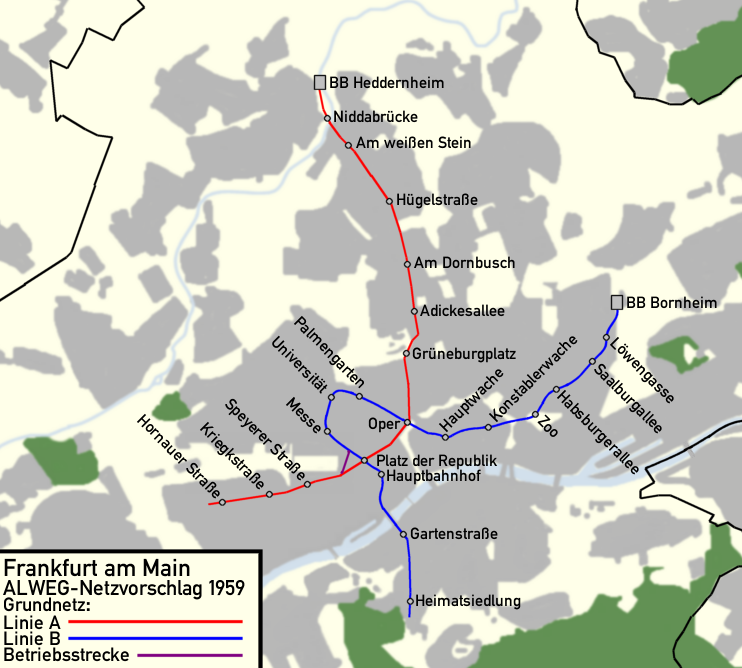
Alweg-Netzvorschlag von 1959
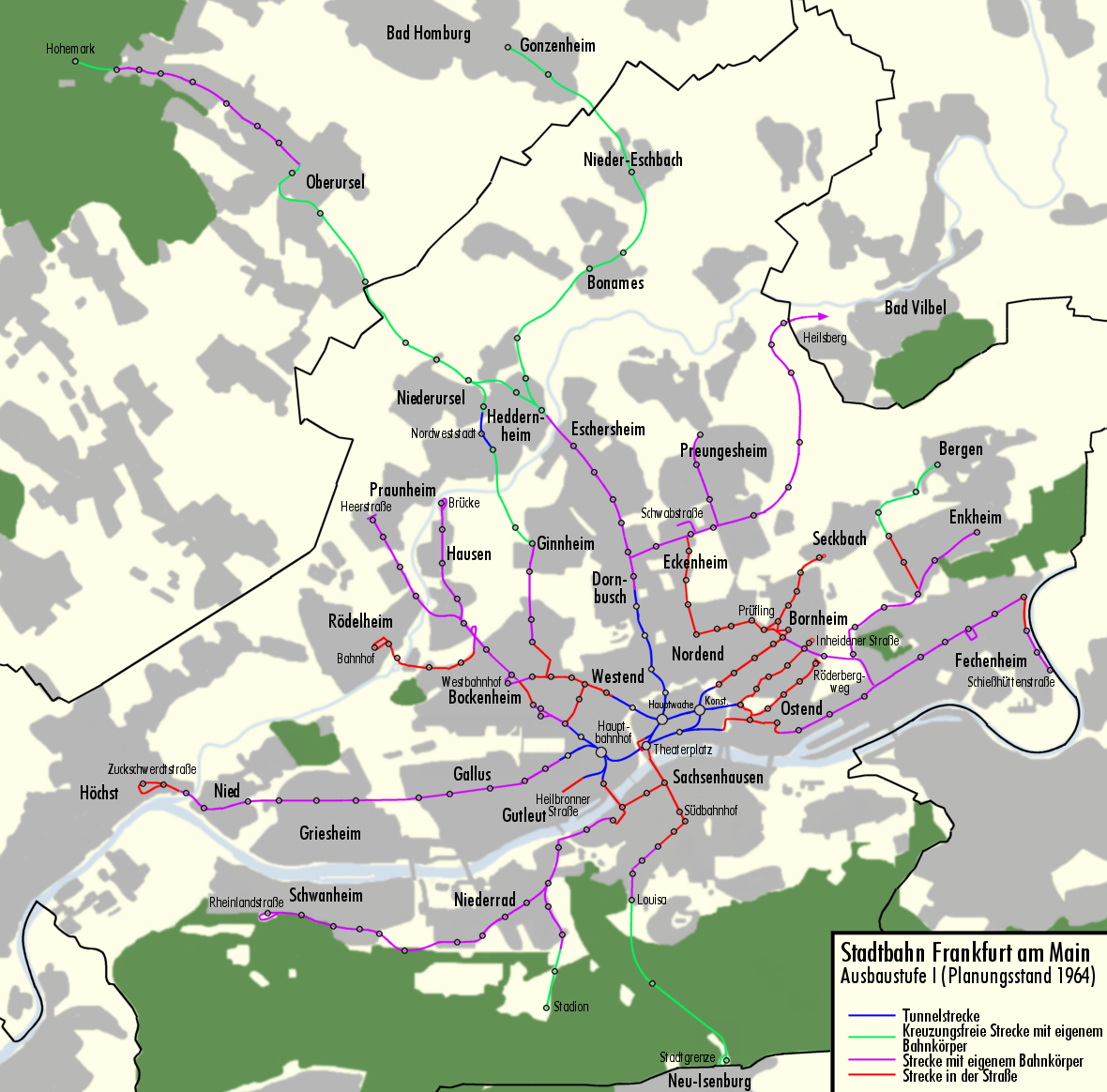
Stadtbahnplanung von 1964, Ausbaustufe 1
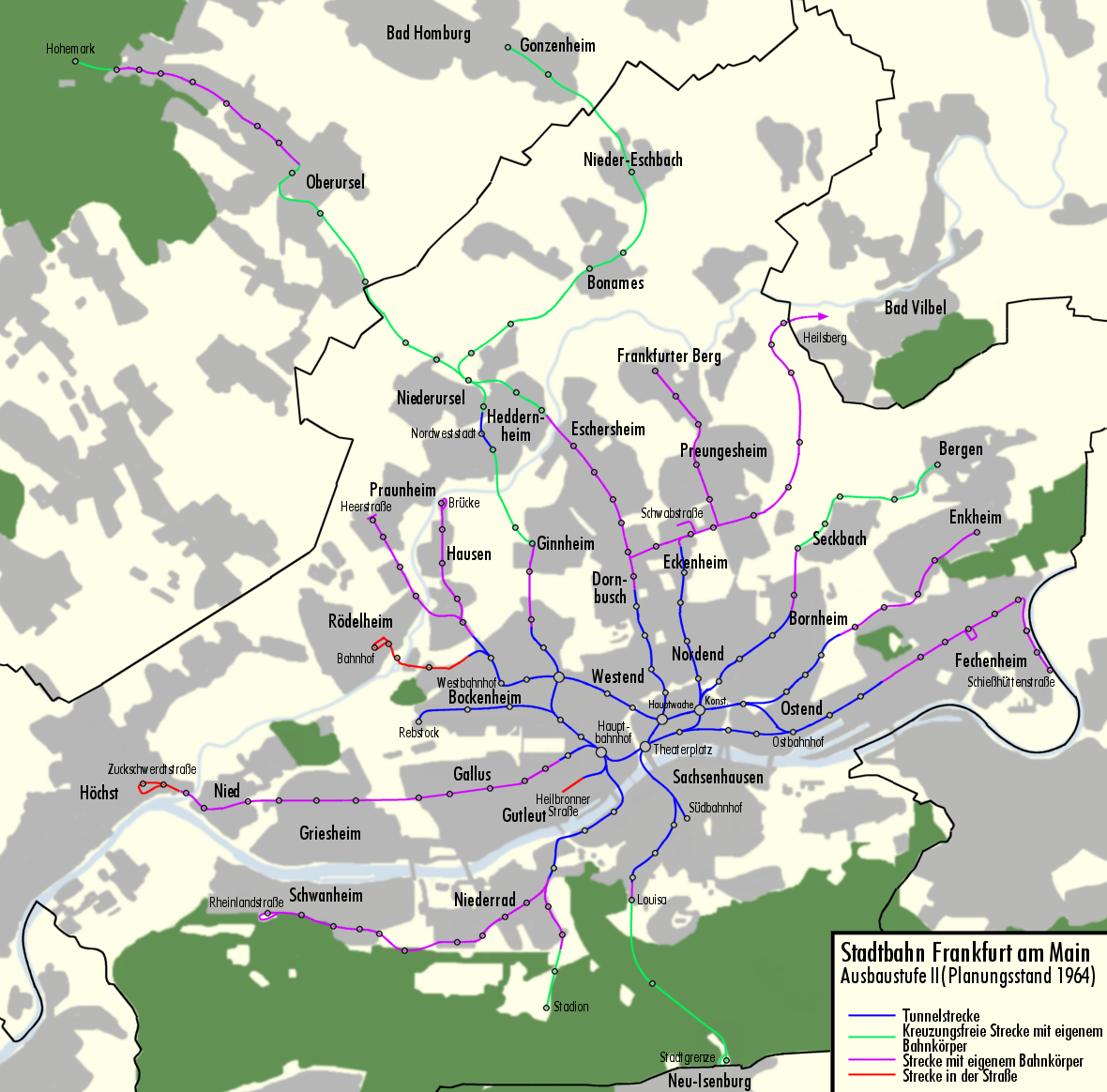
Stadtbahnplanung von 1964, Ausbaustufe 2
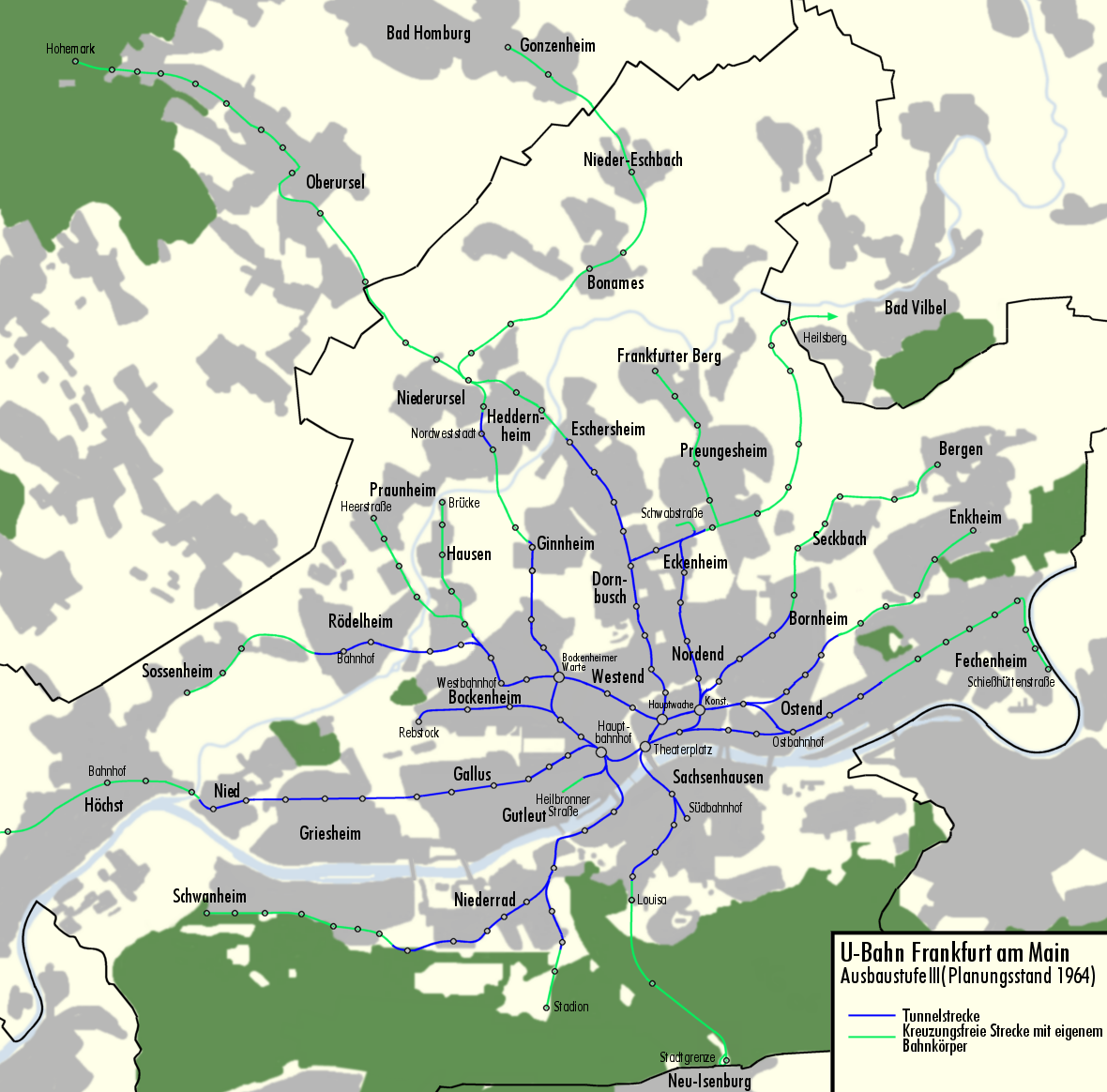
Stadtbahnplanung von 1964, Ausbaustufe 3

## Liniennetz
Das Liniennetz besteht aus den neun Linien U1 bis U9. Die Bahnen fahren in einem von der Nahverkehrsgesellschaft traffiQ gestalteten Taktfahrplan. Die Takte variieren nach den verschiedenen Verkehrszeiten Hauptverkehrszeit (HVZ), Nebenverkehrszeit (NVZ) und Schwachverkehrszeit (SVZ).
Anfangs folgte die Liniennummerierung den Streckenbezeichnungen (A1 bis A4 und B1). Seit 1978 werden die U-Bahn-Linien fortlaufend nummeriert: A1 bis A3 wurden zu U1 bis U3, B1 zu U5. Die Verstärkungslinie A4 entfiel. 1980 kam die Linie U4 hinzu, 1986 U6 und U7, 2010 U8 und U9.
|  | Strecke     | Linie | Linienführung                       | Linienverlauf                                                                     | Eröffnung | Länge   | Bahnhöfe | Fahrzeit | ∅-Geschw. | ∅ Halteabstand | Takt (HVZ, NVZ, SVZ, in Min.) | Takt (HVZ, NVZ, SVZ, in Min.) | Takt (HVZ, NVZ, SVZ, in Min.) |  |
|  | ----------- | ----- | ----------------------------------- | --------------------------------------------------------------------------------- | --------- | ------- | -------- | -------- | --------- | -------------- | ----------------------------- | ----------------------------- | ----------------------------- |  |
|  | A (und D)   | S1    | Ginnheim Mitte ↔ Südbahnhof         | Ginnheim – Römerstadt – Nordwestzentrum – Stammstrecke A – Südbahnhof             | 1968–1984 | 12,4 km | 20       | 26 min   | 28,6 km/h | 653 m          | 10                            | 10                            | 15                            |  |
|  | A           | S2    | Bad Homburg-Gonzenheim ↔ Südbahnhof | Gonzenheim – Ndr.-Eschb. – Bonames – Mertonviertel – Stammstrecke A – Südbhf.     | 1971–1984 | 16,7 km | 21       | 31 min   | 32,3 km/h | 835 m          | 7½                            | 10                            | 15                            |  |
|  | A           | S3    | Oberursel-Hohemark ↔ Südbahnhof     | Hohemark – Oberursel – Weißkirchen – Niederursel – Stammstrecke A – Südbhf.       | 1978–1984 | 19,4 km | 28       | 43 min   | 27,0 km/h | 719 m          | 15                            | 15                            | 30                            |  |
|  | B (und C+D) | S4    | Enkheim ↔ Bockenheimer Warte        | Enkheim – Riederwald – BB Ost – Bornheim – Stammstrecke B – Hbf. – Bockenh. Warte | 1980–2008 | 11,2 km | 15       | 23 min   | 29,2 km/h | 800 m          | 5                             | 7½                            | 10–20                         |  |
|  | B           | S5    | Preungesheim ↔ Hauptbahnhof         | Preungesheim – Eckenheim – Hauptfriedhof – Nordend – Stammstrecke B – Hbf.        | 1974–1978 | 7,8 km  | 16       | 21 min   | 22,3 km/h | 520 m          | 5                             | 7½                            | 10–20                         |  |
|  | C           | S6    | Hausen ↔ Ostbahnhof                 | Hausen Stammstrecke C – Ostbahnhof                                                | 1986–1999 | 7,7 km  | 15       | 20 min   | 27,6 km/h | 550 m          | 7½                            | 10                            | 20                            |  |
|  | C           | S7    | Enkheim ↔ Praunheim Heerstraße      | Enkheim – Riederwald – Ostend – Stammstrecke C – Ludwig-Landmann-Str. – Praunheim | 1986–1992 | 11,9 km | 20       | 27½ min  | 25,9 km/h | 626 m          | 7½                            | 10                            | 20                            |  |
|  | A (und D)   | S8    | Riedberg – Südbahnhof               | Riedberg – Niederursel – Stammstrecke A – Südbahnhof                              | 2010      | 12,3 km | 19       | 26 min   | 29,8 km/h | 683 m          | 15                            | 15                            | 30                            |  |
|  | D (und A)   | S9    | Ginnheim – Nieder-Eschbach          | Ginnheim – Nordwestzentrum – Niederursel – Riedberg – Bonames – Ndr.-Eschb.       | 2010      | 10,3 km | 12       | 20 min   | 30,9 km/h | 936 m          | 15                            | 15                            | 30                            |  |

Alle Linien fahren auf dem gemeinsamen Abschnitt der Grundstrecke um einen halben beziehungsweise drittel Takt versetzt, so dass in der Hauptverkehrszeit auf den Grundstrecken A und B ein einheitlicher 2½-Minuten-Takt und auf der Grundstrecke C ein 3½-Minuten-Takt entsteht.
In der Hauptverkehrszeit fährt jeder dritte Zug – sonst jeder zweite Zug – der Linie U4 nach Enkheim, die übrigen enden in Bornheim. Die Linien U4 und U5 verkehren in den hessischen Sommerferien in der Hauptverkehrszeit nur im 7½-Minuten-Takt.

## Streckennetz

Gleisplan des U-Bahn-Netzes (Stand Ende Oktober 2016)

Das Streckennetz besteht aus den vier regelspurigen Strecken A, B, C und D. Aufgrund der Entwicklung aus dem Straßenbahnnetz weisen die Radsätze der Wagen im Spurkranzbereich sowie Radlenker und Herzstücke von Weichen und Kreuzungen wie bei vielen vergleichbaren Betrieben in Deutschland Straßenbahnmaße auf. Die Betriebslänge aller Strecken beträgt 64,85 Kilometer. Zentrale Streckenabschnitte werden als Grundstrecke oder Stammstrecke bezeichnet; diese verzweigen sich in mehrere Anschlussstrecken, die im Regelfall von nur einer Linie befahren werden und gelegentlich auch als Ausbaustrecken bezeichnet werden. Die Begriffe Grundstrecke und Anschlussstrecke sowie deren Bezeichnungen basieren auf den Namen der Bauabschnitte. Abschnitte der Grundstrecken wurden mit dem jeweiligen Buchstaben der Strecke und einer nachgestellten römischen Ziffer bezeichnet – Abschnitte der Anschlussstrecken mit einer arabischen Ziffer. Die Bezeichnung der Anschlussstrecken A1, A2, A3 und B1 wurde bis 1978 auch zur Benennung der Linien verwendet.

### Ausbaustandards
Die Frankfurter U-Bahn unterliegt wie alle Stadtbahnen, Straßenbahnen und U-Bahnen in Deutschland den Vorschriften der Straßenbahn-Bau- und Betriebsordnung. Die Tunnelstrecken sowie der oberirdische Abschnitt zwischen Römerstadt und Ginnheim sind vollständig als unabhängige Bahnkörper ausgebaut, die meisten anderen oberirdischen Streckenabschnitte teilweise als unabhängiger Bahnkörper, teilweise als besonderer Bahnkörper. Diese Abschnitte weisen zahlreiche Bahnübergänge für Straßenverkehr und Fußgänger auf. Die U5 verkehrt im Abschnitt zwischen Eschenheimer Anlage und Marbachweg weitgehend auf straßenbündigem Bahnkörper.

### Grundstrecken
|  | Strecke   | Linien            | Streckenführung | Eröffnung   | Länge  | Bahnhöfe | Fahrzeit | ∅-Geschw. | Takt (in Min.) (HVZ NVZ SVZ) | Takt (in Min.) (HVZ NVZ SVZ) | Takt (in Min.) (HVZ NVZ SVZ) |  |
|  | --------- | ----------------- | --- | ----------- | ------ | -------- | -------- | --------- | ---------------------------- | ---------------------------- | ---------------------------- |  |
|  | A         | S1 · S2 · S3 · S8 | Heddernheim ↔ Südbahnhof Stadtbahn: Heddernheim – Eschersheim – Dornbusch – Tunnel: West-/Nordend – Hauptwache – Willy-Brandt-Pl. – Schweizer Pl. – Südbahnhof            | 1968–1984   | 8,0 km | 14       | 17 min   | 28,4 km/h | 2½                           | 3⅓                           | 5                            |  |
|  | B         | S4 · S5           | Konstablerwache ↔ Hauptbahnhof Tunnel: Scheffelstraße | 1974–1978   | 2,3 km | 4        | 4 min    | 34,4 km/h | 2½                           | 3¾                           | 5–10                         |  |
|  | C         | S6 · S7           | Industriehof ↔ Zoo Tunnel: Industriehof – Bockenh. Warte – Hauptwache – Konstablerwache – Zoo                                                                             | 1986        | 5,4 km | 9        | 10 min   | 32,6 km/h | 3¾                           | 5                            | 10                           |  |
|  | D IV (A1) | S9                | Ginnheim ↔ Abzweig Kalbach Hochbahn: Ginnheim – Römerstadt – Tunnel: Nordwestzentrum – Stadtbahn: Heddernh. Landstr. – Niederursel – Riedberg – Bonames – Nieder-Eschbach | (1968–)2010 | 4 km   | 9        | 12 min   | 20 km/h   | 15                           | 15                           | 30                           |  |
|  | D I       | S4                | Hauptbahnhof ↔ Bockenheimer Warte Tunnel: Hauptbahnhof – Festhalle/Messe – Bockenheimer Warte                                                                             | 2001        | 1,7 km | 3        | 3 min    | 34,8 km/h | 5                            | 7½                           | 10–20                        |  |

### Anschlussstrecken
|  | Strecke   | Linien  | Streckenführung | Eröffnung | Bahnhöfe | Takt (in Min.) (HVZ NVZ SVZ) | Takt (in Min.) (HVZ NVZ SVZ) | Takt (in Min.) (HVZ NVZ SVZ) |  |
|  | --------- | ------- | --- | --------- | -------- | ---------------------------- | ---------------------------- | ---------------------------- |  |
|  | A1        | S1      | Ginnheim ↔ Heddernheim Hochbahn: Ginnheim – Römerstadt – Tunnel: Nordwestzentrum – Heddernh. Landstr. – Eisenbahn: Zeilweg – Heddernheim                                                            | 1968–1978 | 6        | 10                           | 10                           | 15                           |  |
|  | A2        | S2      | Bad Homburg-Gonzenheim ↔ Heddernheim Eisenbahn: Gonzenheim – Ndr.-Eschb. – Bonames – Mertonviertel – Heddernheim                                                                                    | 1971      | 7        | 5–10                         | 10                           | 15                           |  |
|  | A3        | S3      | Oberursel-Hohemark ↔ Heddernheim Eisenbahn: Hohemark – Oberursel – Weißkirchen – Niederursel – Heddernheim                                                                                          | 1978      | 14       | 15                           | 15                           | 15                           |  |
|  | B1        | S5      | Preungesheim ↔ Konstablerwache Stadtbahn: Preungesheim – Feuerwehrstraße – Eckenheim – Marbachweg – Straßenbahn: Hauptfriedhof – Eckenh. Landstr. – Nordend – Tunnel: Scheffeleck – Konstablerwache | 1974–1978 | 12       | 5                            | 7½                           | 10–20                        |  |
|  | B2        | S4      | Bornheim Seckbacher Landstr. ↔ Konstablerwache Tunnel: Bornheim – Berger Straße – Nordend – Konstablerwache Stadtbahn: Bornheim Seckbacher Landstr. – Schäfflestraße – (Enkheim mit U7)             | 1980      | 4        | 5                            | 7½                           | 10–20                        |  |
|  | C1        | S4 · S7 | Zoo ↔ Enkheim Tunnel: Zoo – Ostend – Eissporthalle (nur U7) – Stadtbahn: Riederwald – Borsigallee – Enkheim (U4 und U7)                                                                             | 1992      | 9        | 7½                           | 10                           | 20                           |  |
|  | C IV      | S6      | Zoo ↔ Ostbahnhof Tunnel: Zoo – Ostbahnhof | 1999      | 1        | 7½                           | 10                           | 20                           |  |
|  | Hausen    | S6      | Hausen ↔ Industriehof Stadtbahn: Hausen – Industriehof | 1986      | 2        | 7½                           | 10                           | 20                           |  |
|  | Heerstr.  | S7      | Praunheim Heerstraße ↔ Industriehof Stadtbahn: Praunheim – Ludwig-Landmann-Str. – Hausen – Industriehof                                                                                             | 1986      | 5        | 7½                           | 10                           | 20                           |  |
|  | D IV (A2) | S8 · S9 | Niederursel ↔ Abzweig Kalbach Stadtbahn: Niederursel – Riedberg – Bonames – Nieder-Eschbach | 2010      | 4        | 15                           | 15                           | 30                           |  |

|  |  |

Anmerkungen:
1. 1 2 3  Die Grundstrecke A beginnt eigentlich erst an der Station Weißer Stein. Dort geht die Anschlussstrecke A1 in die Grundstrecke über. Zwischen den Stationen Heddernheimer Landstraße und Zeilweg mündet die Anschlussstrecke A3 in die Anschlussstrecke A1. Die Anschlussstrecke A2 geht zwischen den Stationen Zeilweg und Heddernheim in die Anschlussstrecke A1 über. Einfachheitshalber wird in dieser Tabelle angenommen, dass alle drei Anschlussstrecken an der Station Heddernheim mit der Grundstrecke A verknüpft sind. Die Station Zeilweg ist somit ausnahmsweise zwei Anschlussstrecken zugeordnet.
2. ↑  Der Streckenabschnitt zwischen Ginnheim und Heddernheimer Landstraße wurde sukzessive seit 1968 gebaut und bis zum 12. Dezember 2010 als ein Ast der A-Strecke bedient. Auf dem Abschnitt Wiesenau – Riedberg verstärkt durch die Linie U8. Der planfestgestellte Abschnitt DII wurde verworfen und wird aktuell mit neuem Streckenverlauf als Ginnheimer Kurve diskutiert.
3. ↑  Die Anschlussstrecke C1 wird zwischen den Stationen Schäfflestraße und Enkheim zusätzlich von einzelnen Zügen der Linie U4 befahren. Die Daten in der Tabelle beziehen sich nur auf die Linie U7.
4. ↑  Der Bauabschnitt C IV ist eigentlich ein Teil der Grundstrecke C. Da der Streckenabschnitt betrieblich einer Anschlussstrecke entspricht, ist er in dieser Tabelle aufgeführt.

### A-Strecke

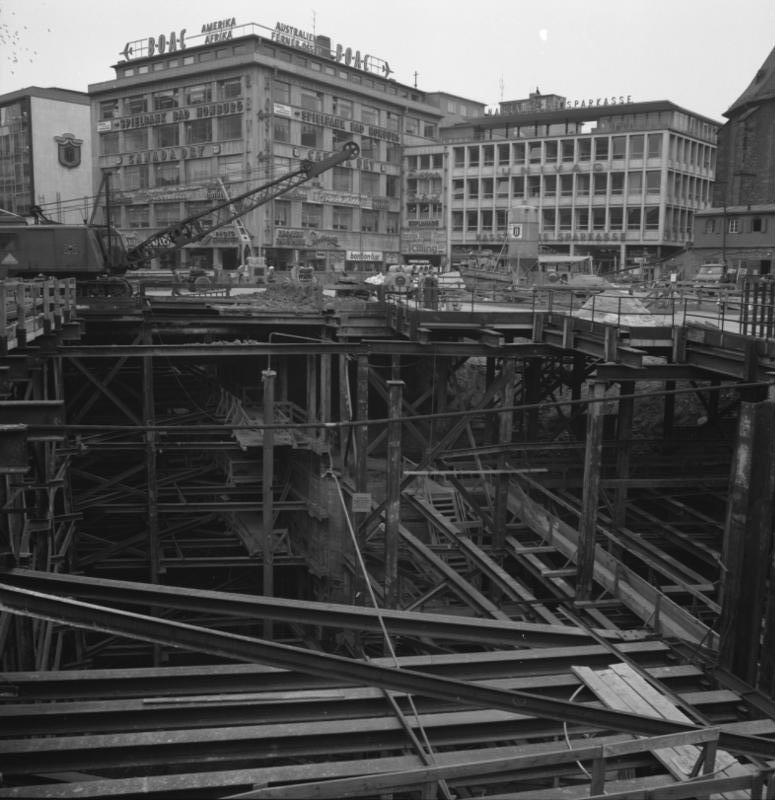
U-Bahn-Bauarbeiten an der Hauptwache 1966

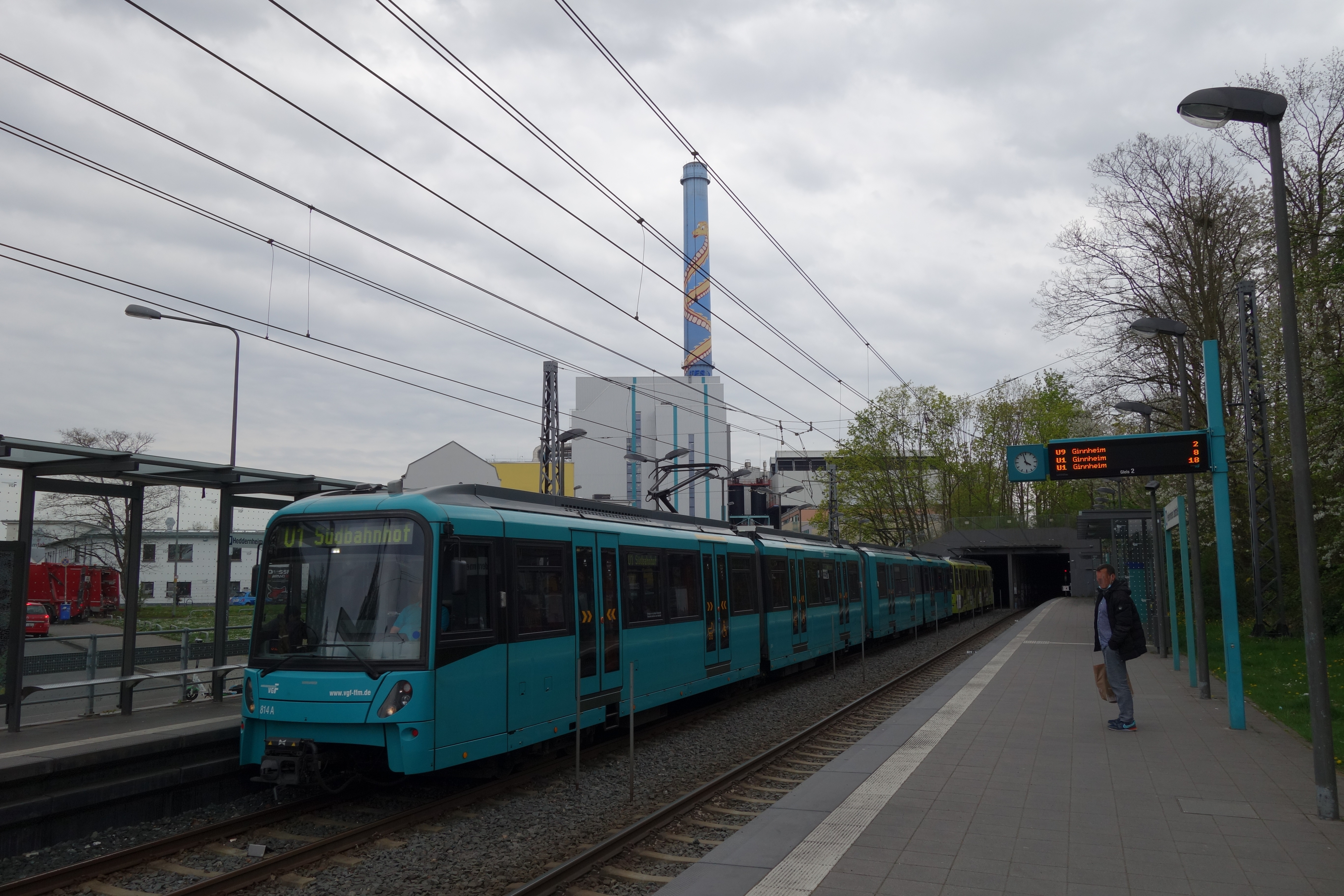
U-Bahn-Station Heddernheimer Landstraße am Tunnelportal zum Nordwestzentrum, dahinter das Müllheizkraftwerk

Die A-Strecke mit ihren drei Anschlussstrecken umfasst etwa die Hälfte des Frankfurter U-Bahn-Netzes und vereint verschiedene Ausbaustandards, sie verknüpft U-Bahn-, Hochbahn-, Eisenbahn- und Stadtbahnabschnitte.
Die A-Strecke ist die wichtigste Nord-Süd-Achse im Stadtverkehr und verläuft vom Südbahnhof durch die City und die Eschersheimer Landstraße nach Heddernheim. Dort teilt sie sich in zwei Äste, die nach Oberursel (U3) und Bad Homburg (U2) führen. Der von den Linien U1, U2, U3 und U8 gemeinsam befahrene Abschnitt der Strecke besitzt acht unterirdische und sechs oberirdische Haltestellen.
Die Strecken nach Bad Homburg und Oberursel gehörten ursprünglich der Frankfurter Lokalbahn AG. Sie verlaufen weitgehend abseits des Straßennetzes und besitzen durch Schranken gesicherte Bahnübergänge. Auch das Stück zwischen Oberursel Bahnhof und Hohemark ist eine nach Stadtbahnkriterien ausgebaute ehemalige Kleinbahnstrecke.
Zwischen den Haltestellen Zeilweg und Wiesenau der Oberurseler Strecke zweigt die U-Bahn nochmals ab (U1) und geht auf eine neu errichtete, teilweise unterirdische Strecke durch die Nordweststadt bis nach Ginnheim. Zwischen den Haltestellen Heddernheimer Landstraße (auf dem Abschnitt nach Ginnheim) und Wiesenau (auf dem Abschnitt nach Oberursel) bildet ein Teil der D-Strecke mit den beiden Strecken ein Gleisdreieck. In Niederursel zweigt die D-Strecke dann in Richtung Riedberg ab.
Der Bau der A-Strecke begann 1963. Ursprünglich war geplant, die Strecke vom Stadtzentrum bis nach Eschersheim zur Station Weißer Stein im Tunnel zu errichten. Aus finanziellen Gründen wurde jedoch nur der südliche Tunnelabschnitt errichtet und die Strecke nördlich der Miquelallee über eine Rampe an die Oberfläche geführt. Im weiteren Verlauf liegt die Strecke ebenerdig auf dem Mittelstreifen der Eschersheimer Landstraße. Trotz der oberirdischen Trassierung wurden die Stationen sehr aufwändig gebaut und verfügten über großzügige unterirdische Verteilergeschosse, vereinzelt war auch der ebenerdige Zugang per Ampel möglich. Die Streckengleise wurden aus Sicherheitsgründen zusätzlich beidseitig eingezäunt, ein Überqueren der Straße ist seitdem für Fußgänger nur noch an wenigen Stellen ampelgesichert möglich.
Die erste Strecke führte von der Hauptwache zur Nordweststadt und wurde am 4. Oktober 1968 eröffnet. Sie besaß fünf unterirdische Bahnhöfe in der Innenstadt (Hauptwache, Eschenheimer Tor, Grüneburgweg, Holzhausenstraße und Miquel-/Adickesallee) sowie den unterirdischen Endbahnhof Nordweststadt in der gleichnamigen Großsiedlung. Die neue Linie, genannt A1, fuhr mit Fahrzeugen des Typs U2 (siehe unten). Als Betriebshof der U-Bahn diente das Depot der Städtischen Straßenbahn in Heddernheim. Die alte Abstellhalle in Eschersheim aus den Zeiten der Lokalbahn wurde vom Gleisnetz getrennt. Die Halle steht noch heute, auch wenn man ihre ursprüngliche Verwendung nicht mehr erkennt.
Gleichzeitig wurden auch die Straßenbahnlinien 23, 24 und 25 in den neuen Tunnel verlegt. Die Fahrzeuge der U-Straßenbahnlinien wurden tunnelgängig gemacht, das heißt, sie erhielten Verbreiterungen an den Türen zur Überbrückung der Lücke zwischen (zu schmalem) Fahrzeug und Bahnsteig. Anders als die U-Bahn endeten diese U-Straßenbahnen nicht an der Hauptwache, sondern erreichten über eine Rampe in der Großen Gallusstraße wieder das Straßenbahnnetz der Innenstadt.
Ab 1968 verkehrten folgende vier Linien durch den neuen Tunnel:
- U-Bahn
  - A1 Nordweststadt–Hauptwache (ersetzte zwischen Heddernheim und Hauptwache die Straßenbahnlinien 23 und 26, heute U1)
- U-Straßenbahn
  - 25 Bad Homburg–Hauptbahnhof/Heilbronner Straße (spätere Linie A2, heute U2)
  - 24 Oberursel Hohemark–Hauptbahnhof/Pforzheimer Straße (spätere A3, heute U3)
  - 23 Bonames–Neu-Isenburg (ehemalige Linie 8 Heddernheim – Riedhof, spätere A4).

1971 wurde die bisherige Straßenbahnlinie 25 in Bad Homburg bis Gonzenheim zurückgezogen, die Linienbezeichnung in A2 geändert und die bisherigen Straßenbahnfahrzeuge durch Triebwagen der Serie „U2“ ersetzt. Die als Provisorium geplante Endstation hat bis heute Bestand.
1973 wurde in der Innenstadt die U-Bahn um eine Station bis zum Bahnhof Theaterplatz (seit 1992 Willy-Brandt-Platz) verlängert. Dort entstand nach Eröffnung des ersten Teilstücks der B-Strecke 1974 der erste Umsteigebahnhof zwischen zwei Strecken.
1974 wurde der Tunnel in der Nordweststadt bis zur oberirdischen Station Römerstadt verlängert und die Abstell- und Wendeanlage Römerstadt in Betrieb genommen.

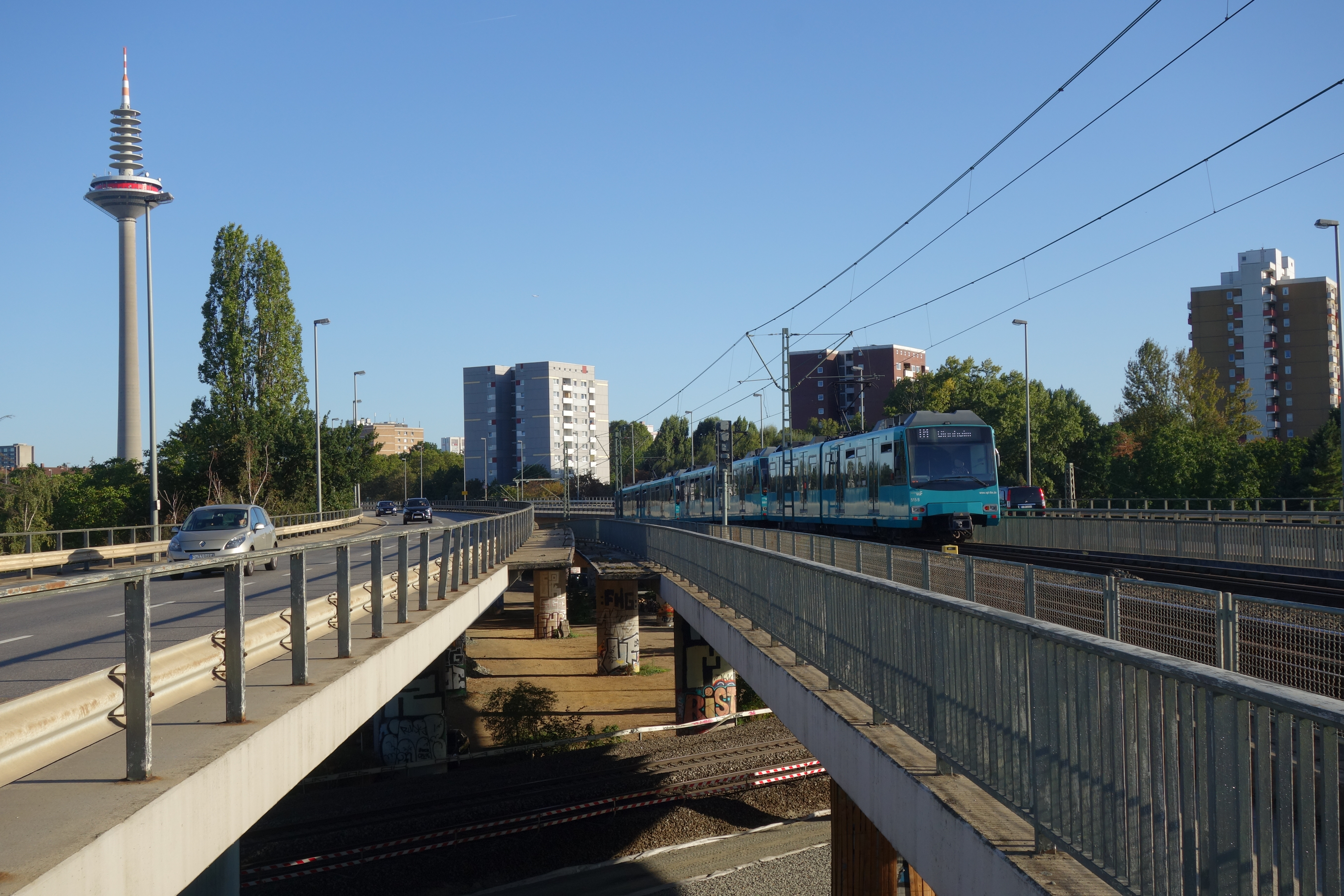
Hochbahn-Abschnitt bei Ginnheim, parallel zur Rosa-Luxemburg-Straße

1978 wurde die Linie um einen Hochbahnabschnitt bis zur Endstation der Straßenbahn in Ginnheim verlängert.
Im selben Jahr wurde die Oberurseler Strecke der früheren Lokalbahn ins U-Bahn-Netz übernommen. Auf beiden neuen Taunusstrecken verkehrten nun ebenfalls Fahrzeuge des Typs U2 betrieben. Der Mischbetrieb mit U-Straßenbahn-Wagen endete, die Tunnelrampe in der Großen Gallusstraße wurde stillgelegt, die Verstärkungslinie A4 entfiel. Die tunnelgängigen Straßenbahnfahrzeuge wurden wieder für den Straßenbahnbetrieb zurückgebaut.
Mit der Betriebsaufnahme der S-Bahn Rhein-Main im Mai 1978 erfolgte die Umbenennung der Linien A1, A2 und A3 in U1, U2 und U3 (die B1 wurde zeitgleich in U5 umbenannt).
1975 begannen die Bauarbeiten an der südlichen Verlängerung der A-Strecke unter dem Main hindurch nach Sachsenhausen. Dieses Teilstück wurde am 29. September 1984 in Betrieb genommen und enthielt zwei unterirdische Bahnhöfe, Schweizer Platz und Südbahnhof. Am Südbahnhof entstand nach Fertigstellung des S-Bahn-Tunnels unter dem Main hindurch (1990) ein weiterer Umsteigeknoten zwischen beiden Schnellbahnnetzen.
Mit der Verlängerung nach Sachsenhausen erreichte das A-Streckennetz seine Ausdehnung bis 2009. Außer der Zusammenlegung zweier Haltestellen und der Einrichtung einer neuen in Oberursel sowie dem Bau des Hochbahnhofs Niddapark zur Bundesgartenschau 1989 gab es hier keinen Zuwachs mehr.
In den 1990er und 2000er Jahren beschränkten sich die Bautätigkeiten an der A-Strecke weitgehend auf das Angleichen der Bahnsteighöhen. Ziel ist, alle Bahnsteige auf eine einheitliche Höhe von 80 cm über Schienenoberkante zu bringen. Bei den oberirdischen Stationen war dies mit der Anlage ebenerdiger Zugänge (über Fußgängerampeln) verbunden. Einige Bahnhöfe der ältesten Frankfurter U-Bahn-Strecke wurden darüber hinaus saniert und umgestaltet (etwa die Stationen Grüneburgweg, Heddernheim und Nordwestzentrum) oder mit Aufzügen versehen (Holzhausenstraße).
Am 30. Juni 2008 begann der Bau des D-IV-Streckenabschnitts über den Riedberg. Die neue Wohnsiedlung Riedberg ist seit dem Fahrplanwechsel am 12. Dezember 2010 mit zwei neuen Haltestellen über einen weiteren Ast der A-Strecke an die Innenstadt und an die Nordweststadt angebunden. Die 12,3 Kilometer lange Linie U8 verkehrt zwischen Südbahnhof und der Station Riedberg. Sie bedient bis Niederursel alle Stationen der U3, bevor sie hinter der Station nach Nordosten abbiegt und nach der Station Uni-Campus Riedberg die neue Endstation Riedberg erreicht. Die 10,3 Kilometer lange Linie U9 beginnt an der Endstation der U1 in Ginnheim und führt mit dieser bis zur Station Heddernheimer Landstraße, bevor sie in Richtung Wiesenau abzweigt. Sie führt dann zusammen mit der U8 bis Riedberg und fährt von dort weiter via Kalbach nach Nieder-Eschbach. Zwischen Kalbach und Nieder-Eschbach verkehrt sie zusammen mit der U2.
In Sachsenhausen ist in den kommenden Jahren kein Weiterbau der dort endenden Linien zu erwarten. Seit 2007 ist in Planung, die Züge der Linie U2 am sogenannten Fürstengleis im Bahnhof Bad Homburg enden zu lassen. Die Trasse beginnt an der heutigen Endstation in Gonzenheim, die abgebrochen und westlich der Gotenstraße unterirdisch neu errichtet werden soll. An Stelle der bisherigen Endstation soll die Stadtbahnstrecke in einen 350 Meter langen Tunnel abgesenkt werden und parallel zur Frankfurter Landstraße die Bahnstrecke Frankfurt–Friedrichsdorf unterqueren. Danach soll sie an den Bahndamm herangeführt werden und, parallel zu diesem und auf dessen Niveau, die Lange Meile überqueren. Der Planfeststellungsbeschluss erging im Januar 2016. Dennoch ist mit einem baldigen Baubeginn nicht zu rechnen. Laut einem Artikel der FAZ „reagierte der Oberbürgermeister Alexander Hetjes (CDU) verhalten auf die Nachricht aus Darmstadt. ‚Das heißt zunächst noch gar nichts‘, sagte er mit Blick auf die ausstehende Finanzierungsvereinbarung.“ und die FAZ weiter: „Sollte der Planfeststellungsbeschluss rechtskräftig werden und auch die Finanzierungsvereinbarung stehen, ist nach früheren Angaben mit weiteren zwei Jahren für die Planung und danach zweieinhalb Jahren Bauzeit zu rechnen.“ 2018 stimmten die Bürger Bad Homburgs in einem Bürgerentscheid für das Bauprojekt. Der Oberbürgermeister kündigte daraufhin erste Schritte an, „um die detaillierte Planung der Strecke in Auftrag geben zu können“.

### B-Strecke

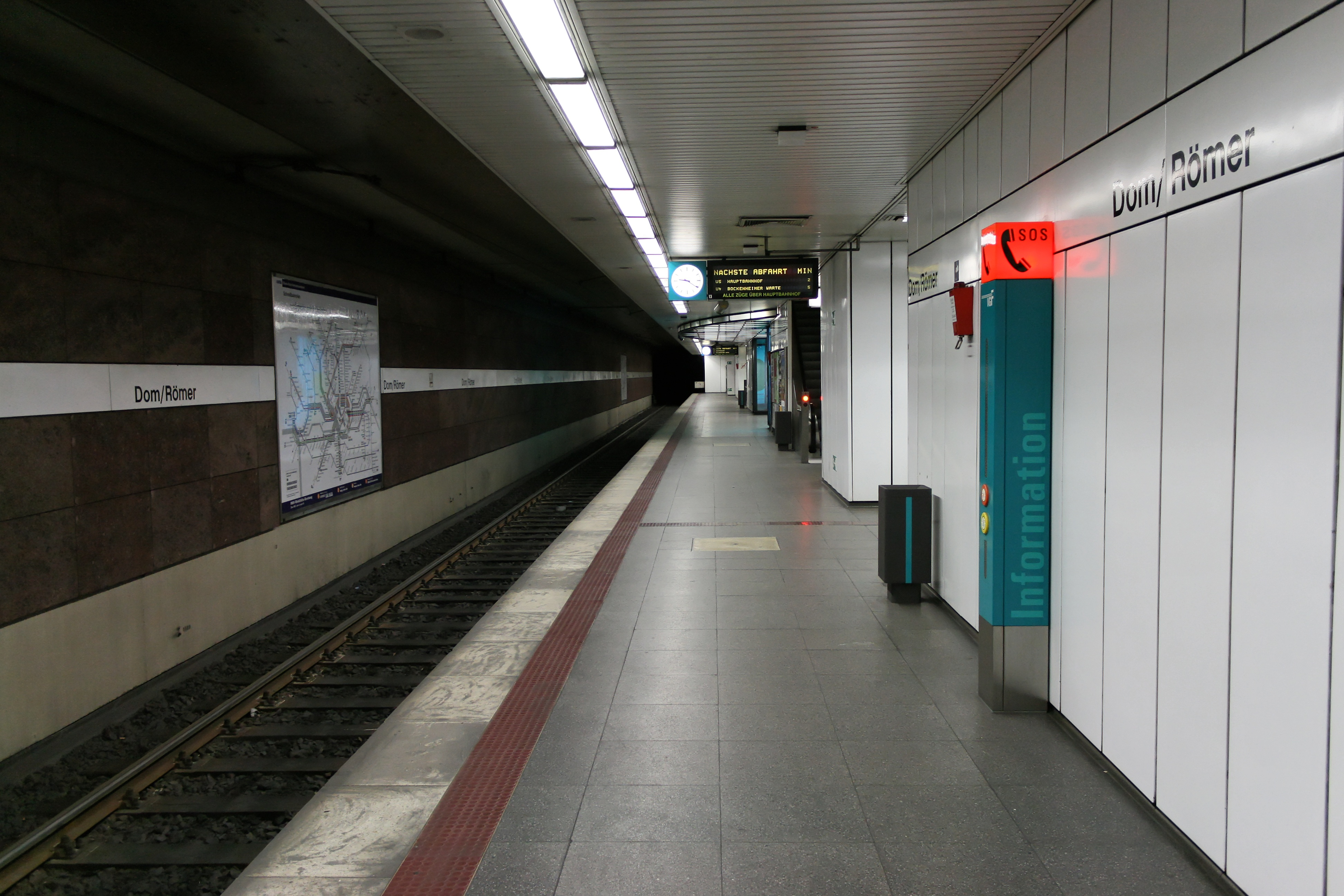
U-Bahn-Station Dom/Römer

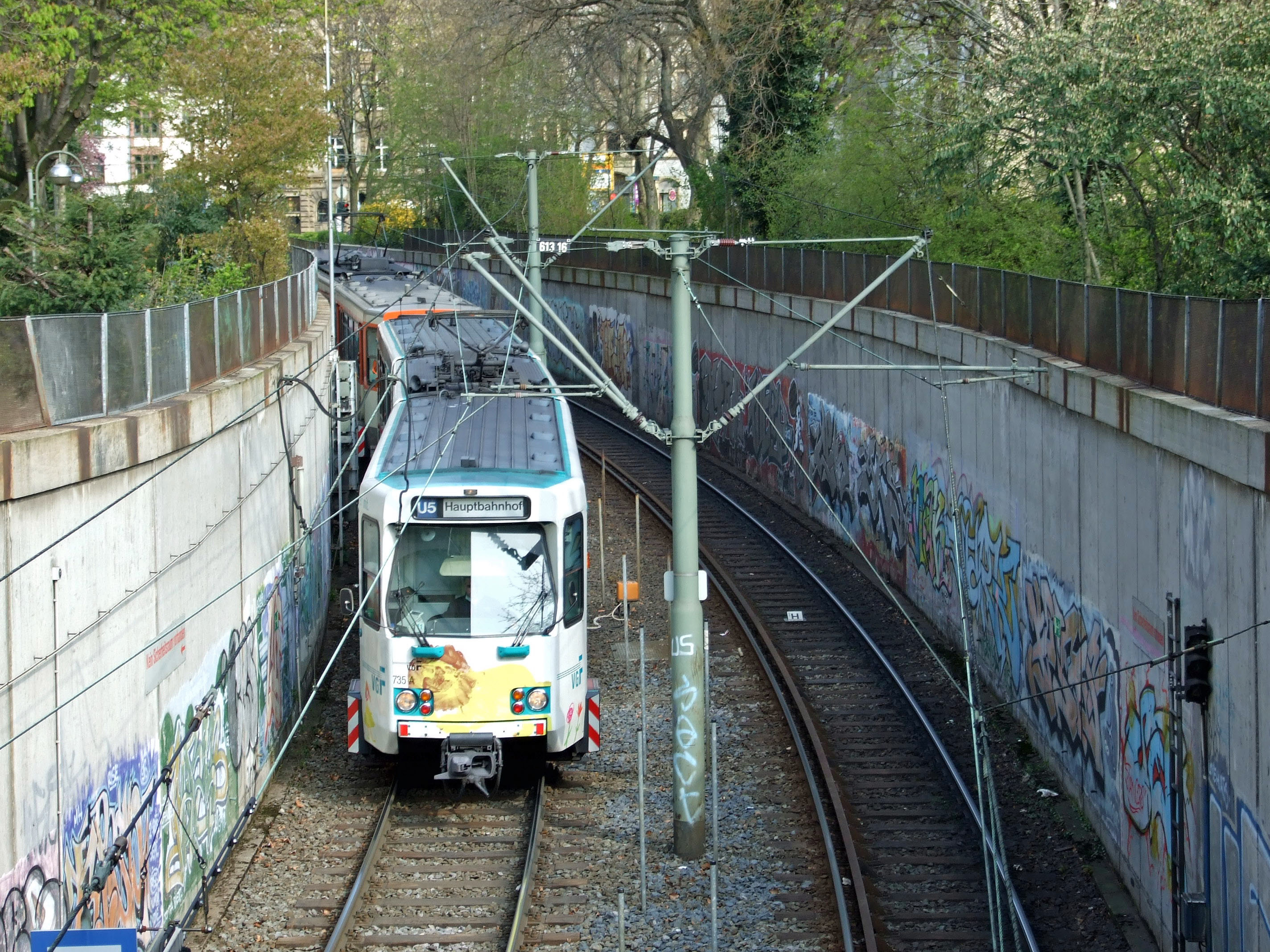
Zug vor der Konstablerwache auf der Tunnelrampe in der Eschenheimer Anlage

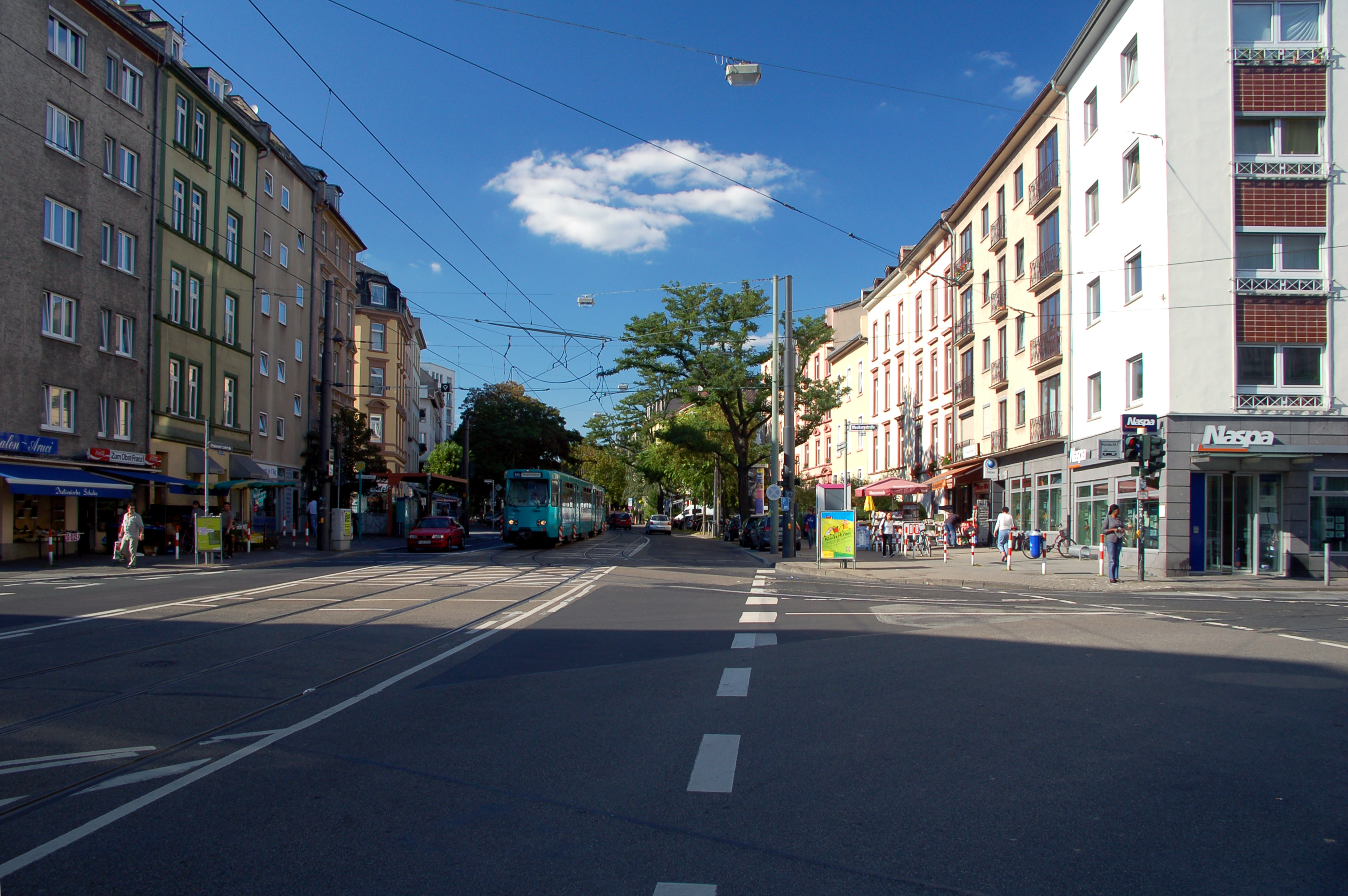
Straßenbündiger Bahnkörper im Nordend

Die B-Strecke besteht aus drei unterschiedlichen Streckenabschnitten. Die unterirdische Stammstrecke verläuft vom Hauptbahnhof unter dem Bahnhofsviertel und der Altstadt zur Konstablerwache. Ihr Bau begann 1966, ihre Inbetriebnahme erfolgte in zwei Abschnitten 1974 (Theaterplatz–Konstablerwache) und 1978 (Hauptbahnhof–Theaterplatz). Nördlich der Konstablerwache verzweigt sich die Strecke in zwei Äste mit sehr unterschiedlichem Ausbaustandard. Der ältere, seit 1974 von der Linie U5 (bis 1978: B1) genutzte Zweig, wird in der Eschenheimer Anlage über eine Rampe an die Oberfläche geführt und verläuft vom Scheffeleck aus über Eckenheimer Landstraße und Marbachweg zur Gießener Straße. Zwischen Scheffeleck und der Einmündung des Oeder Weg verläuft die Strecke auf etwa 1200 Metern Länge straßenbündig, weiter nördlich mit Ausnahme eines Abschnittes um die ehemalige Station Neuer jüdischer Friedhof auf einem besonderen Bahnkörper. 1974 bis 2003 gab es auf diesem Streckenabschnitt auch Parallelverkehr mit verschiedenen Straßenbahnlinien. An der Glauburgstraße zweigt noch heute eine Betriebsstrecke zum Streckennetz der Straßenbahn Frankfurt am Main ab, am Marbachweg eine Betriebsstrecke zur A-Strecke sowie zur Wagenhalle Eckenheim. 1978 wurde die Strecke entlang der Gießener Straße nach Preungesheim verlängert. Eine weitere Verlängerung zur S-Bahn-Station Frankfurter Berg ist geplant. Die Planung wurde zuletzt 2012 von der Stadtverordnetenversammlung bestätigt, jedoch ohne konkrete Terminvorgaben.
Der zweite Streckenast von der Konstablerwache unter der Berger Straße mit den Stationen Merianplatz, Höhenstraße und Bornheim Mitte, auf dem seit 1980 die Linie U4 verkehrt, war dagegen von Anfang an eine echte U-Bahn. Sie endete bis 2008 am U-Bahnhof Seckbacher Landstraße. 2008 wurde sie unter Nutzung bestehender Betriebsgleise des Betriebshofes Ost über zwei Kilometer zur Station Schäfflestraße auf der C-Strecke verlängert. Ein Teil der Züge fährt seitdem weiter im Parallelverkehr mit der U7 bis nach Enkheim.
Von 1980 bis 1998 endete die U5 von Norden kommend im Bahnhof Konstablerwache, weil die nur 2,35 Meter breiten Stadtbahnfahrzeuge des Typs Pt nicht zusammen mit den 2,65 Meter breiten U3-Triebwagen auf der Tunnelstrecke einsetzbar waren. Mit dem Umbau der Wagen des Typs Pt zum Ptb wurde die Lücke zwischen den Fahrzeugen in Straßenbahnbreite und den Bahnsteigen der U-Bahnhöfe durch Vorbauten im Türbereich ausgeglichen. Seitdem können die Züge der Linie U5 wieder die Tunnelstrecke unter der Altstadt gemeinsam mit der U4 benutzen.
Die 2001 in Betrieb gegangene westliche Streckenverlängerung vom Hauptbahnhof zur Bockenheimer Warte ist zurzeit Frankfurts jüngster U-Bahn-Tunnel. Durch ihn wird insbesondere die Messe Frankfurt erschlossen. Planerisch gehört der Abschnitt jedoch als Baulos D I zur D-Strecke.
Von Sommer 2013 bis Oktober 2016 erhielten die oberirdischen Stationen der U5 schrittweise 800 mm hohe Bahnsteige. Mit Abschluss der Bauarbeiten an der Station Musterschule am 9. Oktober wurde die Linie U5 als letzte auf die breiteren U5-Triebwagen umgestellt. Die bisher eingesetzten Wagen des Typs Ptb wurden daraufhin abgestellt und größtenteils ausgemustert.
Am westlichen Ende wird die U5 bis 2027 in das Europaviertel verlängert. Der Erörterungstermin im Planfeststellungsverfahren fand im Dezember 2014 statt, der Planfeststellungsbeschluss erging im Juni 2016. Geplant ist die unterirdische Führung vom Hauptbahnhof unter dem alten Polizeipräsidium und der nachfolgenden Blockbebauung hindurch zum neuen U-Bahnhof Güterplatz bis zur Warschauer Straße und von dort über eine Rampe oberirdisch in der Mitte der Europaallee zu den Stationen Emser Brücke, Europagarten, einem Gemeinschaftstunnel mit dem Straßenverkehr unter dem Europagarten hin zur Endstation Wohnpark am Rebstock.

### C-Strecke

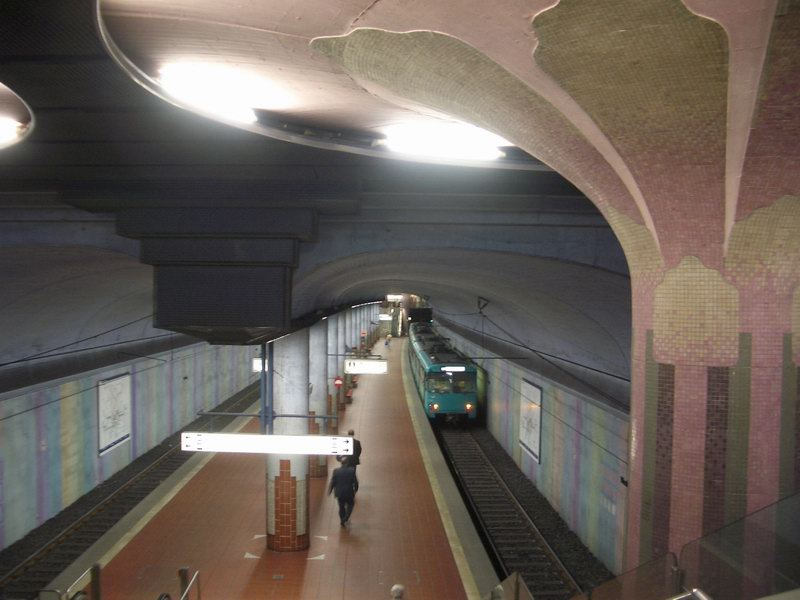
U-Bahn-Station Westend, Nähe Palmengarten, eröffnet 1986

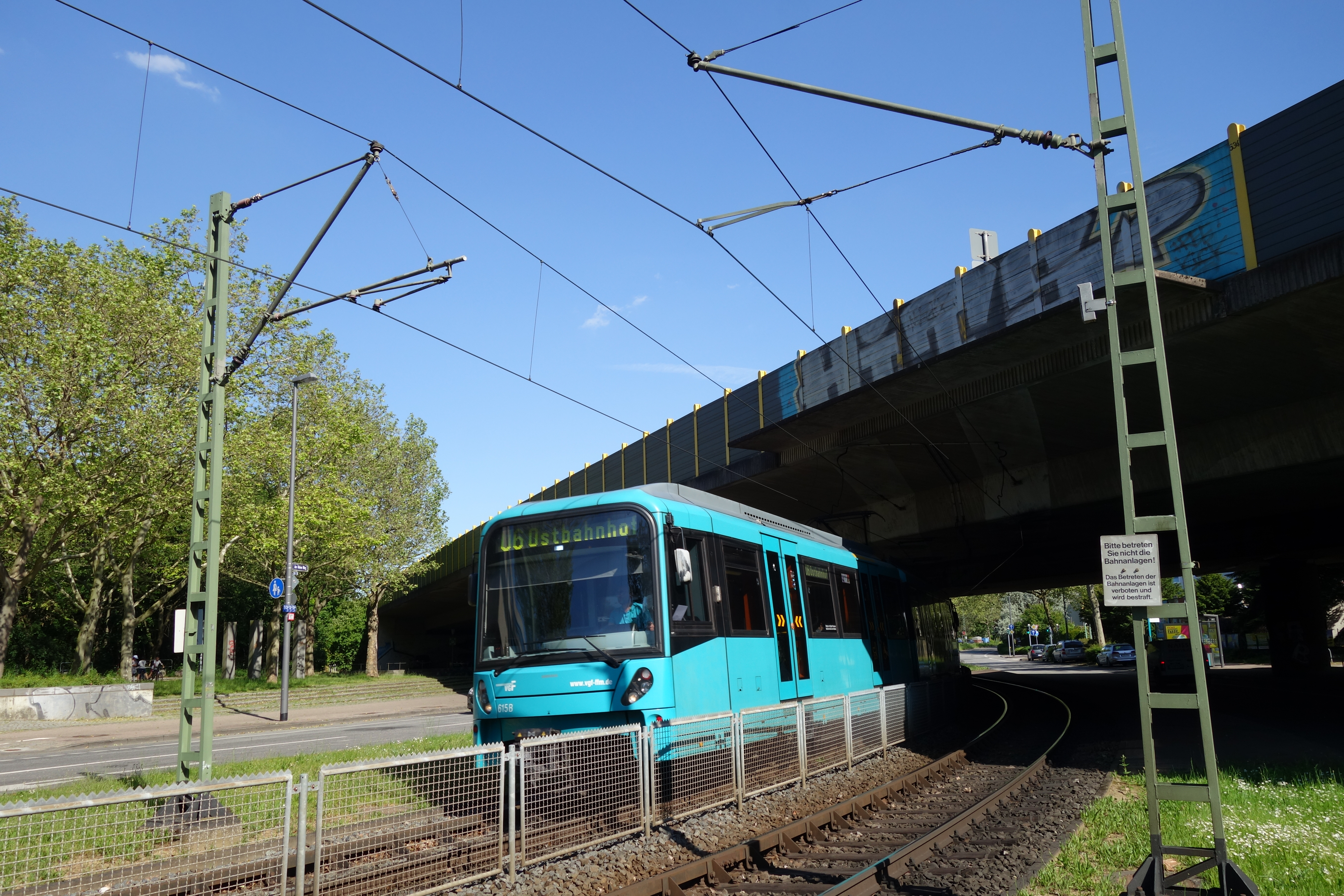
Unterführung der A 66 kurz vor der Endstation Hausen.

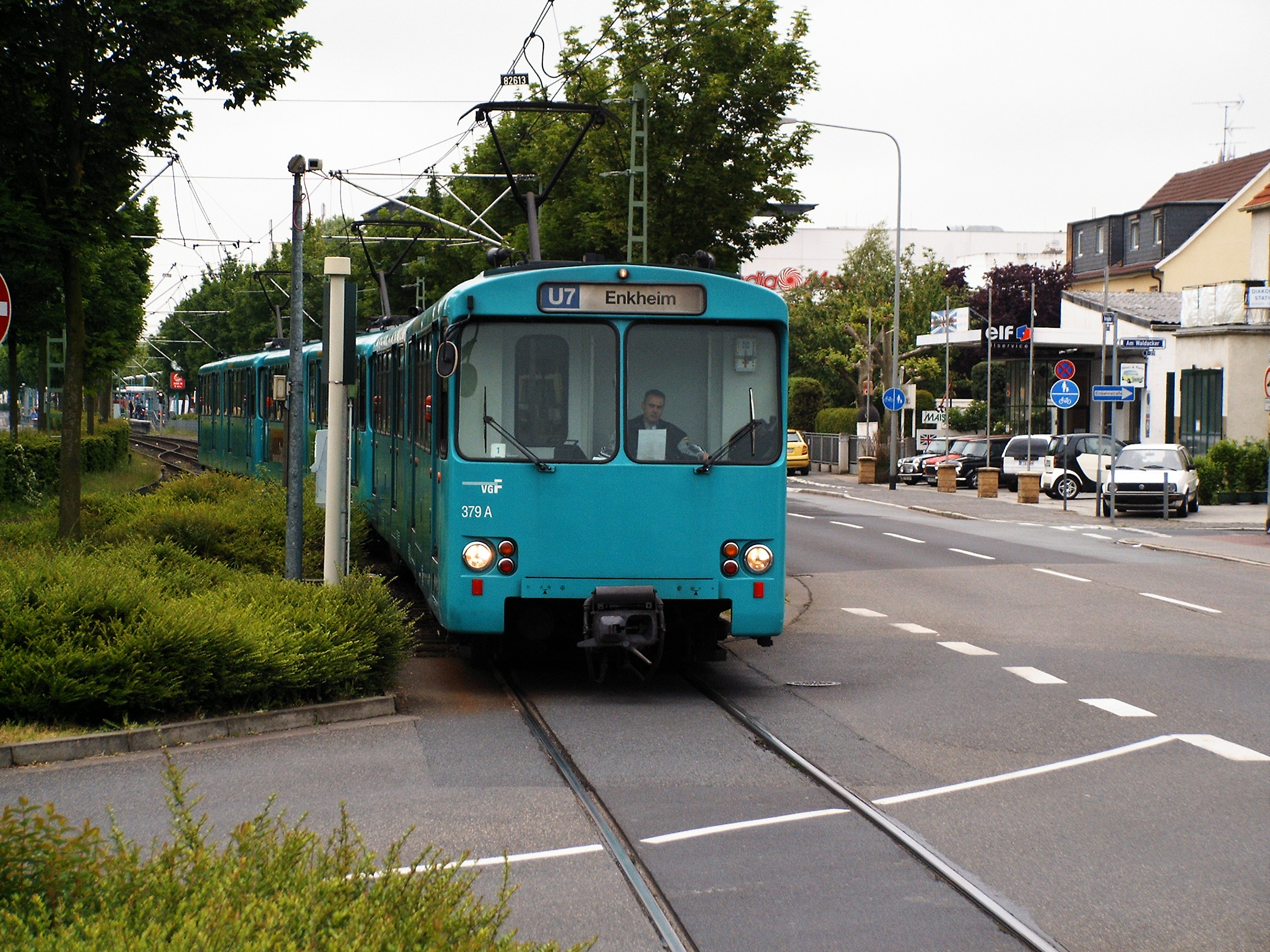
U-Bahn kurz vor dem Endbahnhof Enkheim

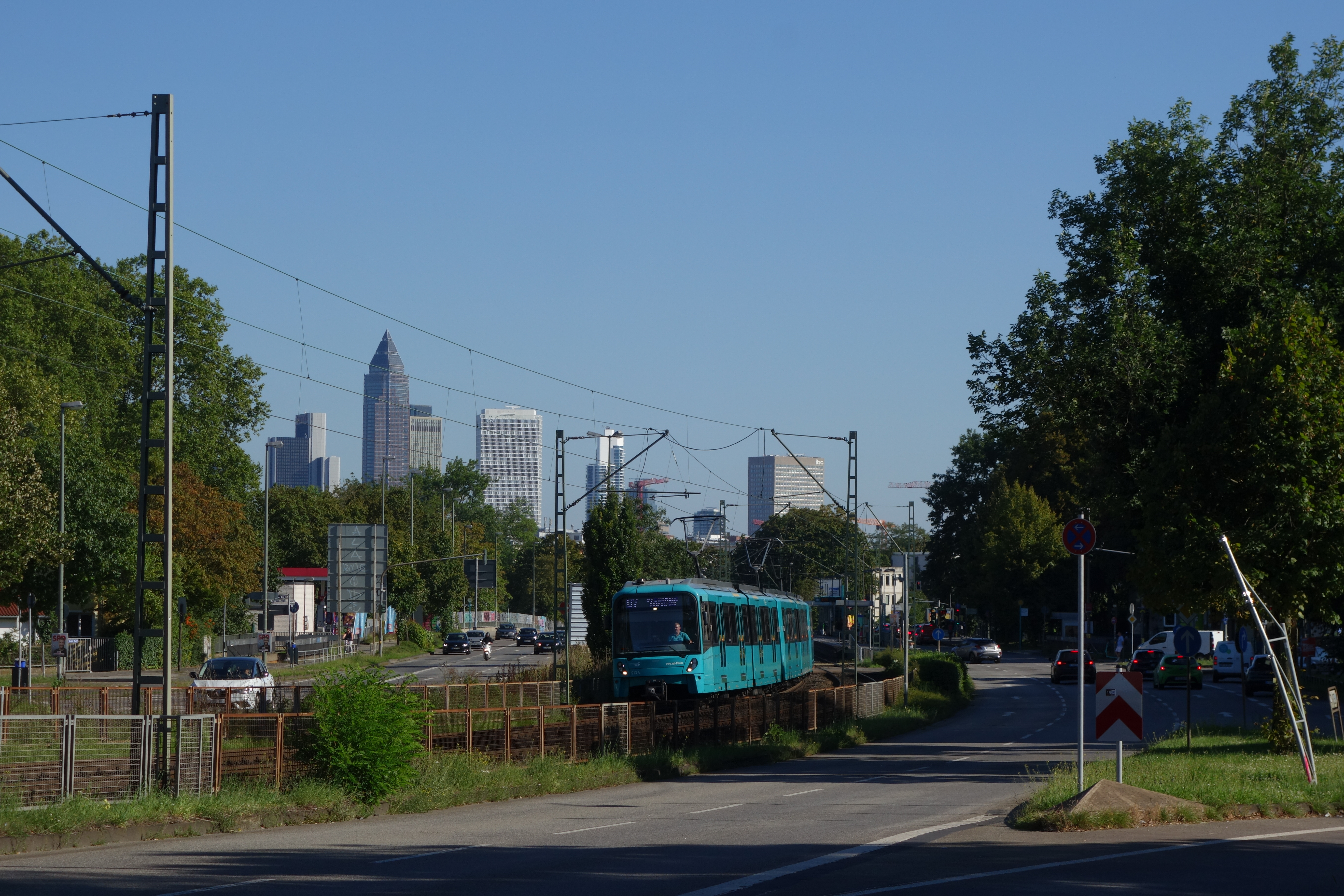
U7 auf der Ludwig-Landmann-Straße, im Hintergrund die Station Hausener Weg

Die C-Strecke ist eine wichtige Ost-West-Achse im Frankfurter Stadtverkehr. Sie besitzt in den dicht bebauten, innerstädtisch geprägten Stadtteilen zwölf unterirdische Bahnhöfe, darunter die beiden gemeinsam mit der im City-Tunnel verkehrenden S-Bahn genutzten viergleisigen Stationen Hauptwache und Konstablerwache. An die Tunnelstrecke schließen sich im Westen zwei und im Osten eine weitere ebenerdige U-Bahn-Strecke an.
In Praunheim und Hausen beginnen die westlichen Streckenäste. Sie folgen alten Straßenbahntrassen bis zur Tunnel-Rampe am Industriehof. Die Stationen wurden zunächst nur teilweise nach Stadtbahnmaßstäben umgebaut. Mit der Eröffnung der C-Strecke bis Zoo am 11. Oktober 1986 sollte ursprünglich das Konzept einer schienenfreien Innenstadt verwirklicht werden. Die U-Bahn nach Hausen ersetzte die damaligen Straßenbahnlinien 18 und 21, die zuvor über die heutige Endhaltestelle hinaus die komplette Praunheimer Landstraße bis zur Niddabrücke befahren hatte. Am anderen Streckenende hinter der Station Heerstraße kreuzen die Gleise diese einstige römische Heeresstraße (Elisabethenstraße). Anschließend führen sie teils parallel zur Heerstraße bis zur Stadtbahnzentralwerkstatt.
Ab der Station Industriehof vereinigen sich die beiden Streckenäste und führen in den Tunnel durch Bockenheim bis zur Bockenheimer Warte, wo auf die von der Linie U4 bediente D-Strecke umgestiegen werden kann. Das Westend wird im Verlauf der Bockenheimer Landstraße unterquert und an der Alten Oper die Frankfurter City erreicht. In einem gemeinsamen mit der S-Bahn genutzten viergleisigen Tunnel werden die unter der Zeil liegenden Verkehrsknoten Hauptwache und Konstablerwache angefahren. Am Bahnhof Konstablerwache halten S- und U-Bahn-Züge am selben Bahnsteig. Diese Situation gibt es in Deutschland nur noch in Köln-Chorweiler, am Berliner U-Bahnhof Wuhletal und am Münchener U-Bahnhof Neuperlach Süd.
Im dreigleisigen Bahnhof Zoo teilt sich der C-Tunnel in zwei Äste. Der südliche endet eine Station weiter am Ostbahnhof, der nördliche führt durch das Ostend und Bornheim zur Eissporthalle. An das dortige Tunnelende schließt sich eine Stadtbahnstrecke an, die den Straßen Am Erlenbruch und Borsigallee folgt und nach sechs oberirdischen Stationen in Enkheim endet.
Der Bau der C-Strecke erfolgte in bergmännischem Vortrieb und nahm damit weit mehr Rücksicht auf das bestehende Stadtgefüge als die früheren Bauarbeiten. Das Herzstück der C-Strecke, der Zeiltunnel, war bereits beim Bau des City-Tunnels der S-Bahn mit errichtet worden. An diesen schloss sich im Osten nur noch ein kurzes Stück bis zum vorläufigen Endbahnhof Zoo an. Im Westen folgte der Tunnel derselben Strecke wie die allererste (1872) Pferdebahnstrecke der Stadt. Bei der Architektur der U-Bahnhöfe wurde in weit größerem Maße als zuvor auf eine attraktive Gestaltung Wert gelegt.
Die Verlängerung der C-Strecke durch das Ostend nach Enkheim wurde 1992 nach siebenjähriger Bauzeit eröffnet und wird seitdem von der Linie U7 befahren. Die oberirdische Strecke ist ebenfalls eine umgebaute Straßenbahnstrecke.
Die bisher letzte Erweiterung der C-Strecke war die Verlängerung der Linie U6 um eine Station vom Zoo zum Ostbahnhof, die im Jahr 1999 in Betrieb ging. Als zweiter von mittlerweile drei Untergrundstationen in Frankfurt erhielt dieser Bahnhof ein Glasdach und direkten Tageslichteinfall.
Die über 20 Jahre alte Strecke ist noch nicht sanierungsbedürftig. Die einzige größere Aufwertungsmaßnahme auf der C-Strecke war 2004 der Umbau der oberirdischen Anschlussstrecke der Linie U6. Die Stationen wurden mit Hochbahnsteigen ausgestattet. Eine Ausnahme ist die Station Fischstein, die bis Dezember 2010 in Richtung Industriehof verlegt wurde und als letzte Station der C-Strecke Hochbahnsteige bekam.
Im Sommer 2012 wurden die Bahnsteighöhe in den Stationen der C-Strecke von 87 auf 80 cm abgesenkt, im Allgemeinen durch Aufschotterung im Bahnsteigbereich. Anschließend begann die schrittweise Umstellung zunächst der U6 und danach der U7 auf die neuen U5-Triebwagen. Im Gegenzug wurden die alten Triebwagen der Bauarten Ptb, U2h und U2e ausgemustert. Die Umstellung war im Sommer 2014 abgeschlossen.
Derzeit gibt es Planungen, die Streckenäste jeweils an ihren Enden nach Osten und Westen zu erweitern. Die größte Erweiterung, die Verlängerung der U6 nach Fechenheim und möglicherweise weiter bis Hanau, steht in Konkurrenz zum Bau der nordmainischen S-Bahn-Strecke. Der Bau aller genannten Strecken ist unwahrscheinlich und wird zum Teil nicht weiterverfolgt.
Nach dem Beschluss der Römer-Koalition vom 9. Juni 2017 zum Bau eines neuen Stadtteils entlang der Autobahn A5 zwischen Praunheim und Niederursel sowie Steinbach im Westen, gibt es Überlegungen, die U-Bahn-Linie U7 über die jetzige Endstation Heerstraße hinaus in Richtung Steinbach zu verlängern.

### D-Strecke

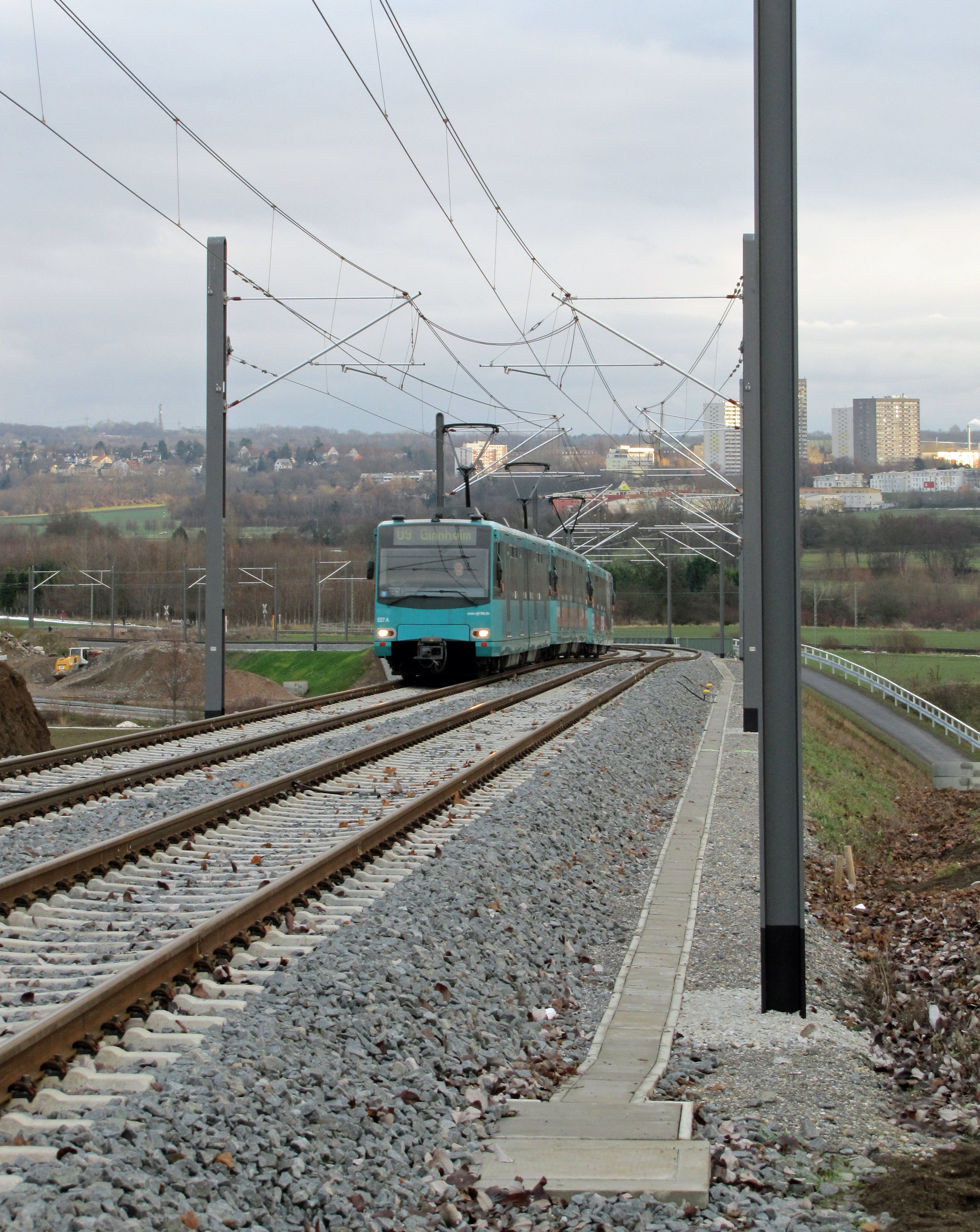
U9 zwischen Nieder-Eschbach und Riedberg

Von der D-Strecke existieren bisher nur zwei kurze, nicht miteinander verbundene Teilstrecken. Der Abschnitt zwischen Hauptbahnhof und Bockenheimer Warte (D I) wird vorerst von der Linie U4 befahren, die Riedbergspange (D IV) von den Linien U8 und U9. Oft werden diese Abschnitte jeweils zur A- bzw. B-Strecke hinzugezählt, mit denen sie betrieblich eine Einheit bilden. Dies gilt auch für die Strecke zwischen Ginnheim und Niederursel, die bereits zwischen 1968 und 1978 schrittweise als Teil der A-Strecke (Anschlussstrecke A1) in Betrieb ging.
Der geplante Tunnelbau zwischen Ginnheim und Bockenheimer Warte (DII-Strecke) wurde 2006 nach der Kommunalwahl aufgegeben. 2010 schlugen Frankfurter Bürger eine alternative, zum Teil oberirdisch verlaufende Streckenführung vor, die unter anderem auch die Platensiedlung, den Campus Westend der Universität Frankfurt sowie die Bundesbank bedienen würde. Diese unter dem Namen Ginnheimer Kurve bekannte Planung wurde seit 2011 im Auftrag des Magistrats auf Realisierbarkeit geprüft. Nach einem im Juli 2015 vorgelegten Magistratsbericht betragen die Baukosten für die Ginnheimer Kurve maximal 194 Millionen Euro. Alternativ soll eine kürzere Trassenvariante über den Europaturm und die Rosa-Luxemburg-Straße mit einem Investitionsvolumen von maximal 174 Millionen Euro geplant werden. Ende 2015 beschloss das Frankfurter Stadtparlament, den Lückenschluss grundsätzlich durchzuführen, ohne sich jedoch auf eine der beiden Varianten festzulegen. Allerdings soll der Baubeginn für das Projekt erst in einigen Jahren stattfinden. Im September wurde eine Machbarkeitsstudie der SBEV veröffentlicht, die einen Anschluss des Uni Campus Westend, der Bundesbank und der Platensiedlung ermöglichen würde.
Im Februar 2025 beschloss das Stadtparlament mit großer Mehrheit den Bau des Lückenschlusses. Dabei soll die U-Bahn von der Bockenheimer Warte zunächst unterirdisch bis zum Campus Westend fahren und schließlich in einer dann oberirdischen Strecke über Bundesbank und Platensiedlung nach Ginnheim geführt werden, wo sie auf die bereits bestehende Strecke trifft.
Mit dem seit den 1970er Jahren geplanten Bau der zweiten Mainunterquerung (D III) zwischen Hauptbahnhof und Niederrad ist in absehbarer Zeit nicht zu rechnen. Im aktuellen Maßnahmenplan Schiene ist das Bauprojekt nicht enthalten.

## Infrastruktur und Betrieb

### Tunnelbau
Beim Bau der U-Bahn Frankfurt kamen im Laufe der Zeit unterschiedliche Verfahren zum Einsatz. Der Tunnelabschnitt zwischen Dornbusch und Theaterplatz (heute Willy-Brandt-Platz) wurden 1963 bis 1966 noch vollständig in offener Bauweise erstellt. Dafür wurde eine entsprechend tiefe Baugrube ausgehoben und mit Hilfe zahlreicher in den Boden eingerammter Stahlträger und Bohlwände gesichert (Berliner Verbau).
Der Bau der Altstadtstrecke 1966 bis 1971 konnte nur im nördlichen Streckenabschnitt zwischen Friedberger Anlage und Kurt-Schumacher-Straße in offener Bauweise erfolgen. Unter der Altstadt verläuft der Tunnel nicht entlang von Straßenzügen, daher kam hier erstmals in Frankfurt die bergmännische Bauweise zum Einsatz. Das erste Baulos wurde im Schildvortrieb erstellt, mit Anfahrschächten am Dom und am Börneplatz, das westliche Baulos zwischen Römerberg und Weißfrauenstraße in der Neuen Österreichischen Tunnelbauweise (NÖT). Diese wurde später wegen der geringeren Lärm- und Verkehrsbelastung während der Bauzeit zum Standard, lediglich die Bahnhöfe wurden weiterhin nach Möglichkeit in offener Bauweise errichtet.
Eine Lösung für den Tunnelbau in schmalen Straßen sind die Strecken in der Berger Straße (Haltestellen Merianplatz, Höhenstraße und Bornheim Mitte) sowie die Haltestelle in der gleichnamigen Leipziger Straße, die zwei eingleisige Strecken- bzw. Bahnsteigtunnel übereinander besitzen.
Beim Bau der Mainunterquerung Anfang der 1980er Jahre waren aufwendige Maßnahmen zur Grundwassersicherung erforderlich, darunter Injektionen und Vereisung.

### Betriebshöfe

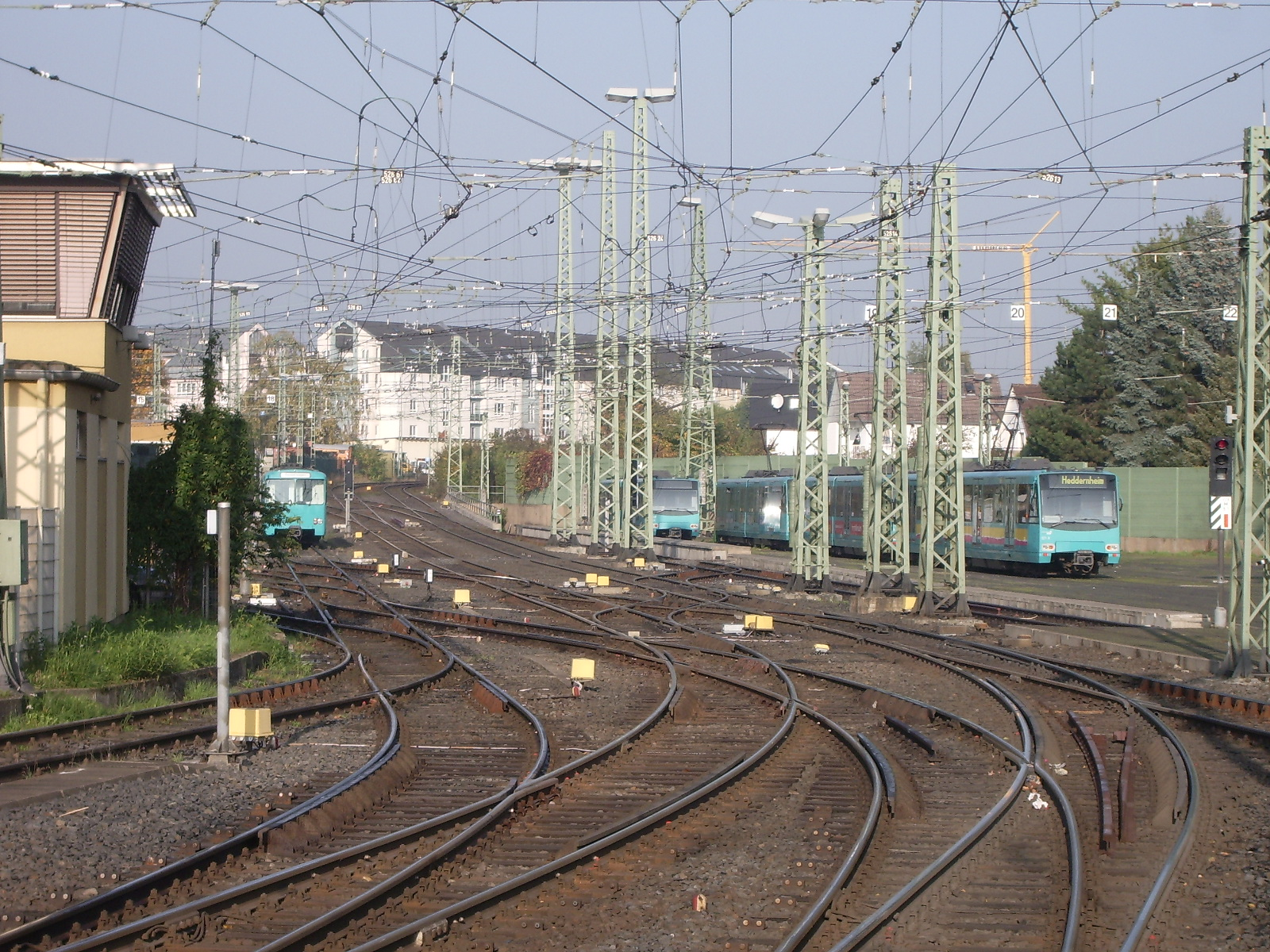
Gleisanlagen des Betriebshofes Heddernheim

Ein Großteil der Fahrzeuge ist in zwei großen Betriebshöfen stationiert:
- Der Betriebshof Heddernheim, nördlich der gleichnamigen Station, beherbergt die Fahrzeuge der A-Linien (U1 bis U3, U8, U9). Der Betriebshof liegt unmittelbar an der A-Strecke im Anschluss an den Bahnhof Heddernheim. Der Betriebshof besteht bereits seit 1910, diente immer der Frankfurter Straßenbahn und wurde mit Betriebsaufnahme der ersten U-Bahn-Linie 1968 deren Betriebshof. Er wurde zwischenzeitlich auf das ehemalige Betriebsgelände der Firma Dünges & Schüssler erweitert und befindet sich nun beidseitig der Gleisanlagen.
- Der Betriebshof Ost in Seckbach wurde 2003 eröffnet und ist seitdem die Heimat der Fahrzeuge der B- und C-Linien (U4 bis U7) und einem Teil der Straßenbahnlinien 11, 12 und 18. Der Betriebshof besitzt Gleisverbindungen zu den Bahnhöfen Seckbacher Landstraße (B-Strecke) und Johanna-Tesch-Platz bzw. Schäfflestraße (C-Strecke).

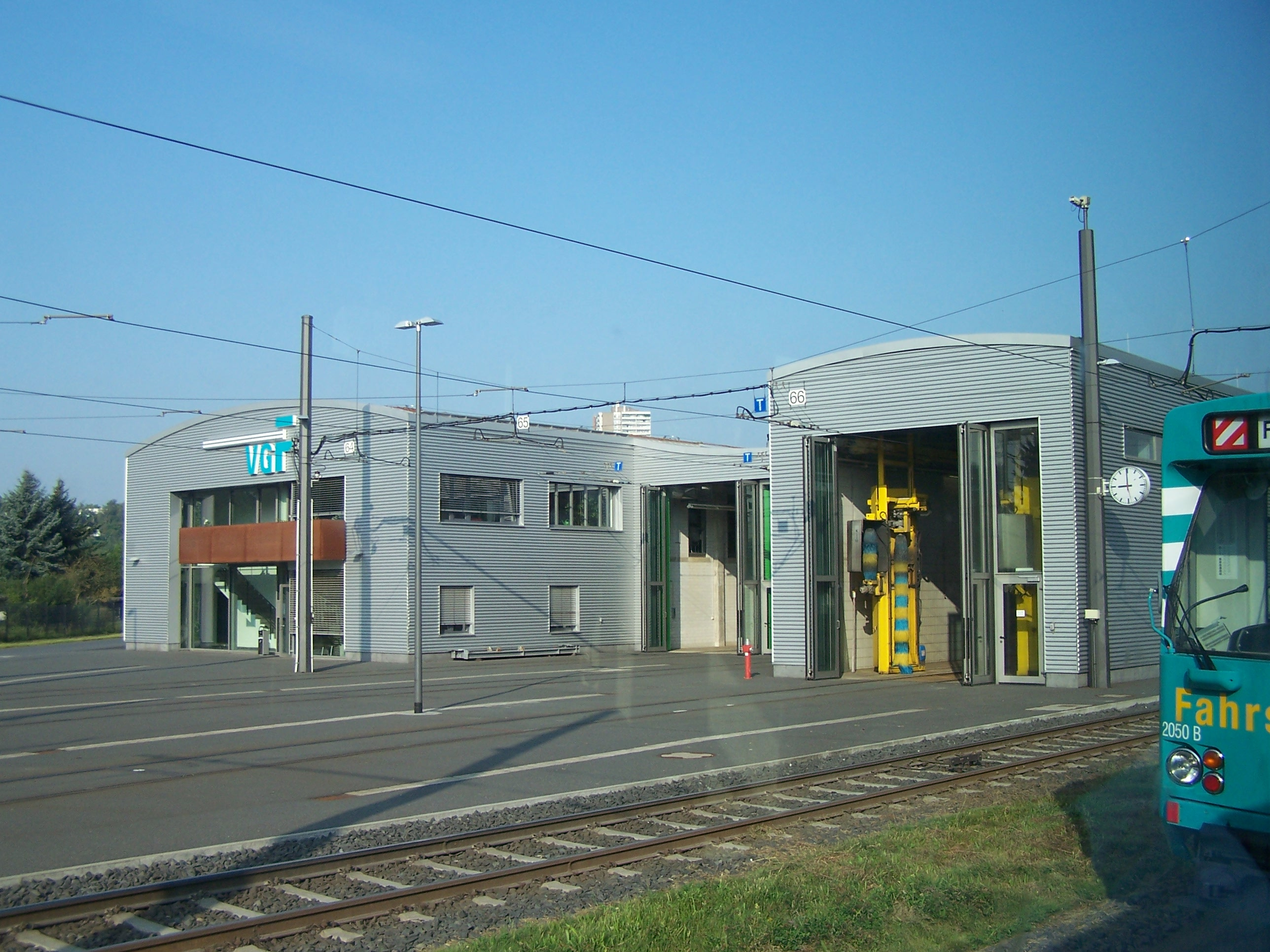
Betriebshof Ost

Die Eröffnung des Betriebshofs Ost war ein wichtiger Schritt zur Trennung von Stadt- und Straßenbahnnetz. Zuvor mussten die Züge der B- und C-Linien nach Betriebsschluss, teilweise auch mitten in der Hauptverkehrszeit, über Straßenbahngleise quer durch die Stadt zu ihren (Straßenbahn-)Betriebshöfen Gutleut und Eckenheim fahren; ein betrieblich unbefriedigender Zustand, der nun weitgehend beendet ist.
Stadt- und Straßenbahn nutzen, neben den Werkstätten der Betriebshöfe, gemeinsam die Stadtbahn-Zentralwerkstatt (STZW) für größere Arbeiten an den Fahrzeugen. Sie befindet sich im Stadtteil Rödelheim an der Heerstraße, nach der gleichnamigen Endstation der Linie U7 an einem Abzweig der C-Strecke. Sie kann aber, teils über Betriebsstrecken, auch von der A- und der B-Strecke aus angefahren werden.

### Abstellanlagen

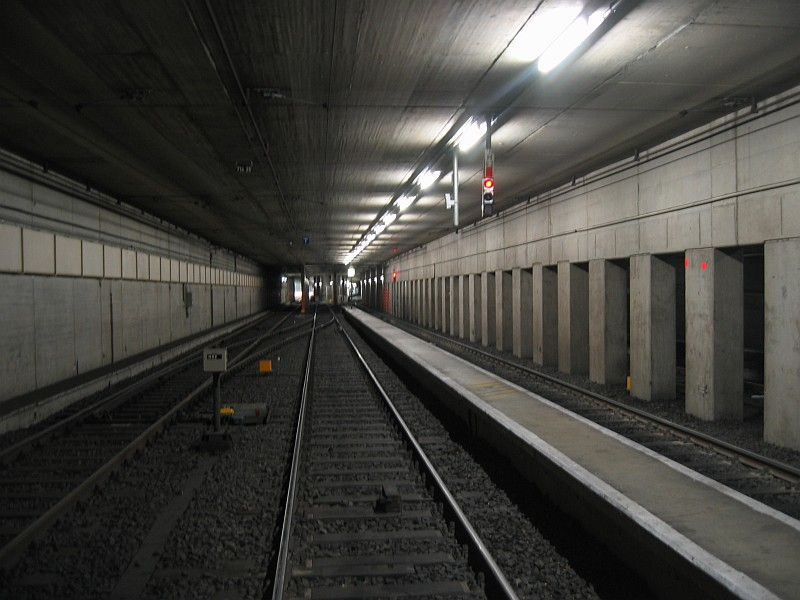
Wendeanlage Seckbacher Landstraße, die vor Fertigstellung des BB Ost als Abstellanlage für die Linie U4 genutzt wurde.

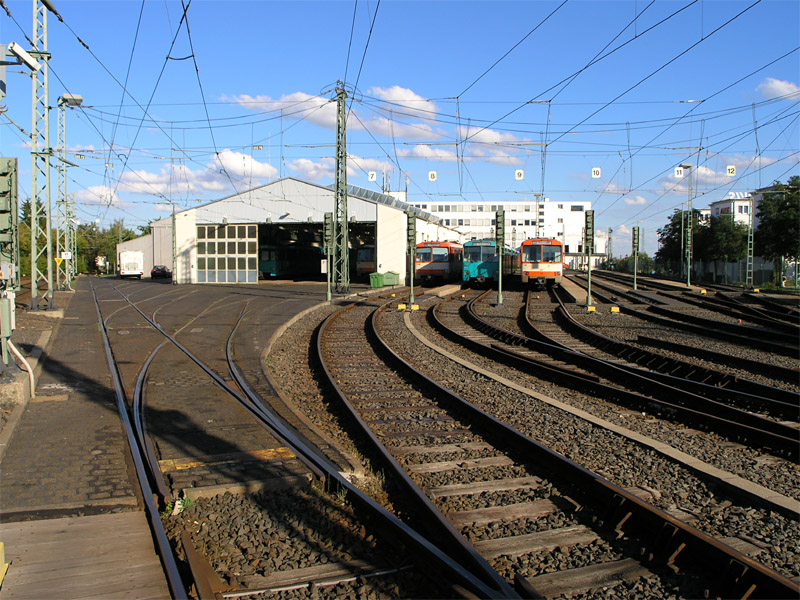
Abstellanlage Bommersheim

Aus Kapazitätsmangel der Betriebshöfe werden weiterhin die folgenden überwachten Abstellanlagen benutzt:
- In Oberursel-Bommersheim besteht die Wagenhalle Bommersheim mit Außengleisen, die von der ehemaligen Frankfurter Lokalbahn stammt. Sie liegt zwischen den Stationen Bommersheim und Oberursel Bahnhof. Hier werden die meisten Fahrzeuge der Linie U3 abgestellt (zehn Zweiwagenzüge).
- Die Abstellanlage Römerstadt liegt zwischen den Stationen Römerstadt und Niddapark. Hier stehen drei Dreiwagenzüge der Linie U1.
- Der ehemalige Betriebshof Eckenheim in der Nähe der Stationen Eckenheimer Landstraße/Marbachweg und Marbachweg/Sozialzentrum wird nach wie vor für sechs Zweiwagenzüge der Linie U5 benutzt.
- Am U-Bahnhof Eschenheimer Tor übernachtet ein Zug der Linie U2 auf einem nördlich der Station gelegenen Wendegleis.
- In der Wendeanlage des U-Bahnhofes Bockenheimer Warte stehen jeweils zwei Züge der Linien U6 und U7.
- Die Wendeanlage der Station Seckbacher Landstraße wird zum Abstellen von zwei Zügen der Linie U4 genutzt.

Weitere Abstellanlagen befinden sich bei einzelnen Bahnhöfen, die auch regelmäßig Endhaltestellen sind: Südbahnhof und Zoo (unterirdisch) sowie Oberursel Bahnhof. Einzig am Südbahnhof werden in den Wintermonaten (als Ersatz für die im Winter nicht genutzte Abstellanlage Römerstadt) Züge abgestellt. An allen anderen zuletzt genannten Abstellanlagen werden derzeit planmäßig keine Züge mehr über Nacht abgestellt.

### Betriebsleitstelle
Seit 1979 wird der Betrieb der U-Bahn Frankfurt, ebenso wie der Straßenbahn Frankfurt am Main und der Busverkehr, von einer zentralen Betriebsleitstelle aus gesteuert. Seit 1987 kommt dabei ein Rechnergestütztes Betriebsleitsystem zum Einsatz. Bis März 2018 hatte die Betriebsleitstelle ihren Sitz in der Elefantengasse in der nordöstlichen Innenstadt. 2015 begann ein Projekt zum Neubau der Leitstelle in einer benachbarten Liegenschaft. Dabei wurde ein neues Leitsystem installiert und in die neue Betriebsleitstelle auch die Sicherheits- und Service-Zentrale und die Betriebsüberwachung integriert. Im März 2018 nahm die neue Leitstelle ihren Betrieb auf.

## U-Bahnhöfe
Die Architektur der Frankfurter U-Bahnhöfe kann in drei Bauphasen eingeteilt werden:

### 1960er und 1970er Jahre
Der ersten Phase gehören fast alle Bahnhöfe im Stadtzentrum an. Stadtrat Walter Möller erließ 1962 die Planungsaufträge für den Modellbahnhof Eschenheimer Tor (A). Als Vorgabe war klar gegeben, dass sich die Frankfurter Bahnhöfe stark von denen der U-Bahnen in Hamburg oder Berlin unterscheiden sollen. Von den sechs eingeladenen Architekturbüros nahmen vier am Auftrag teil, die Entwürfe wurden jeweils mit 5000 DM honoriert.

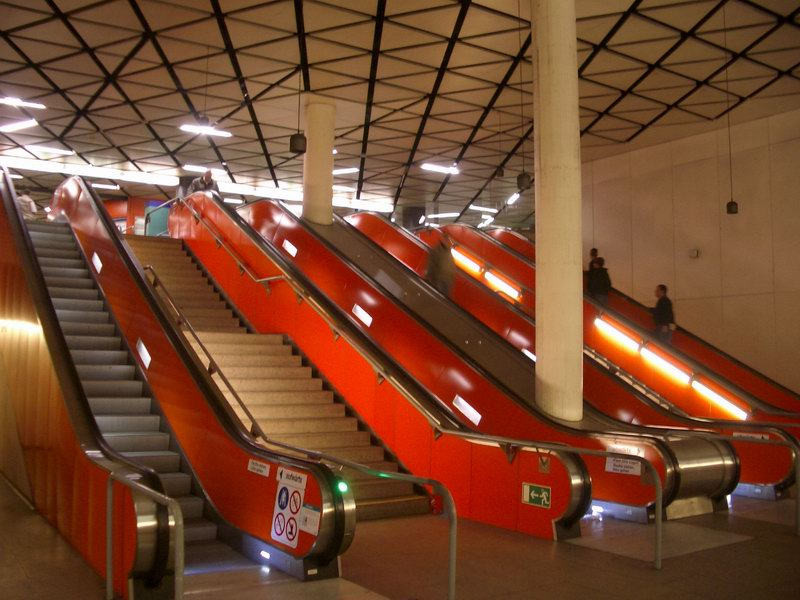
Rolltreppenanlage an der U-Bahn-Station Willy-Brandt-Platz

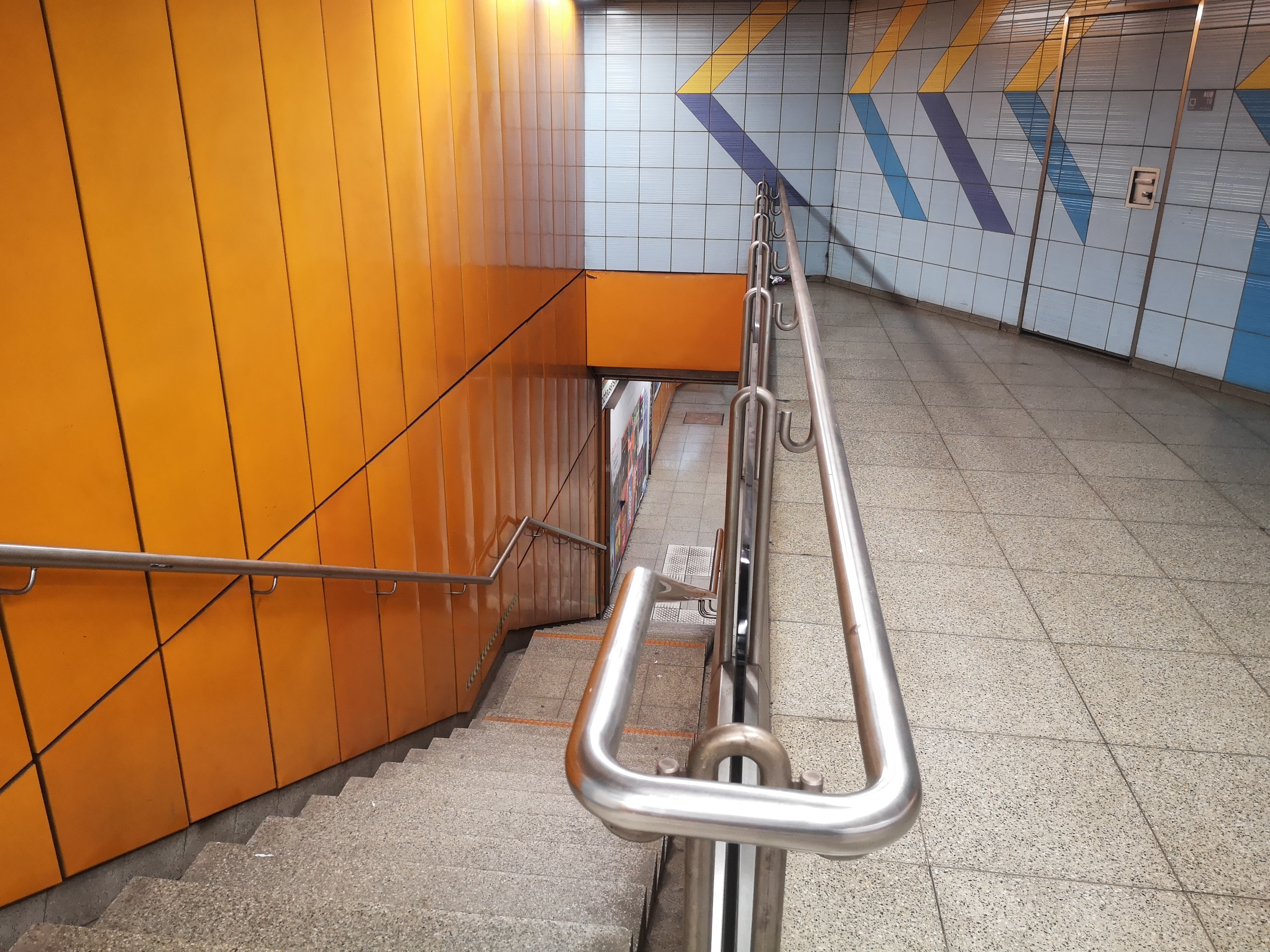
Abgang U-Bahn-Station Holzhausenstraße, Kennfarbe Orange

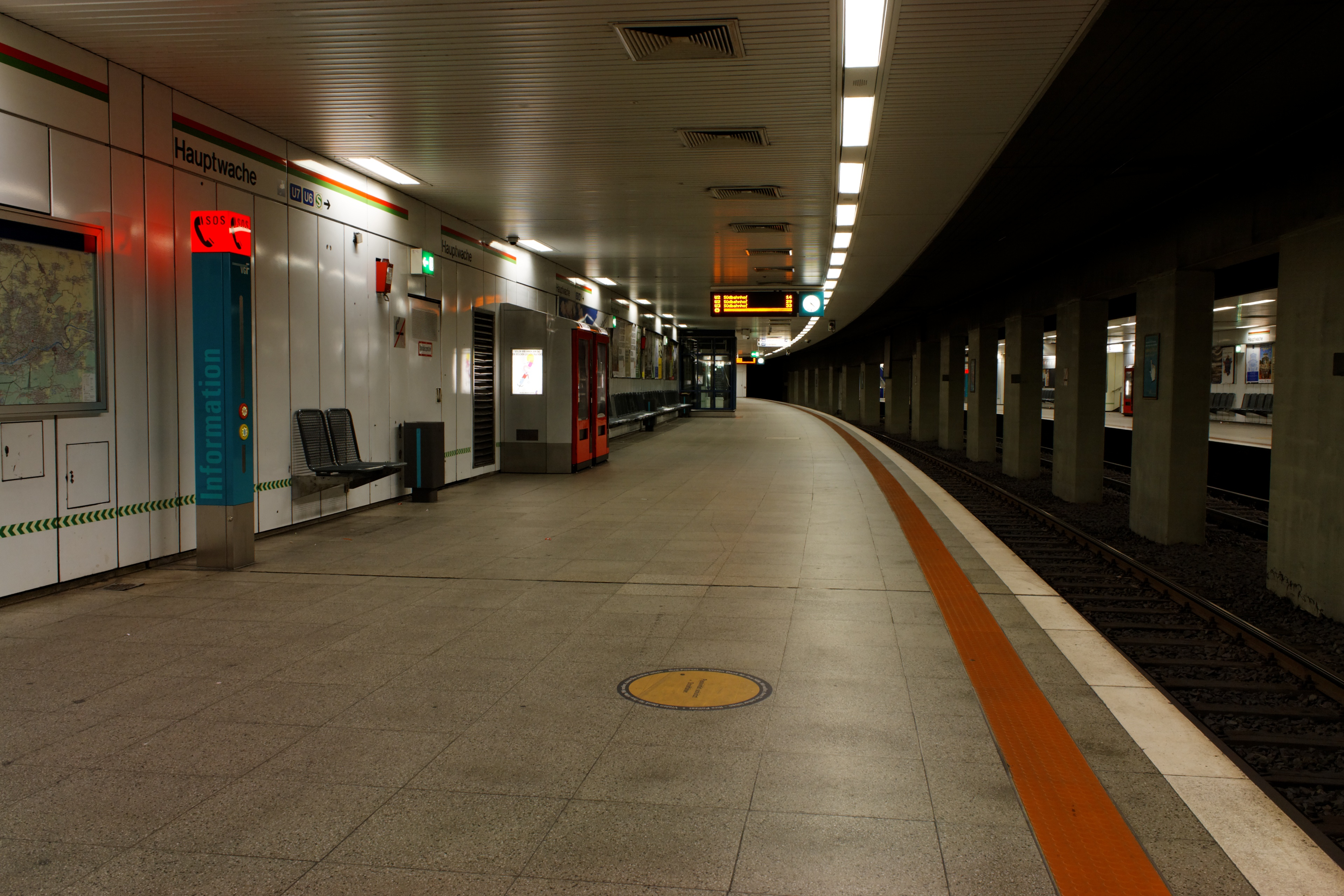
U-Bahn-Station Hauptwache

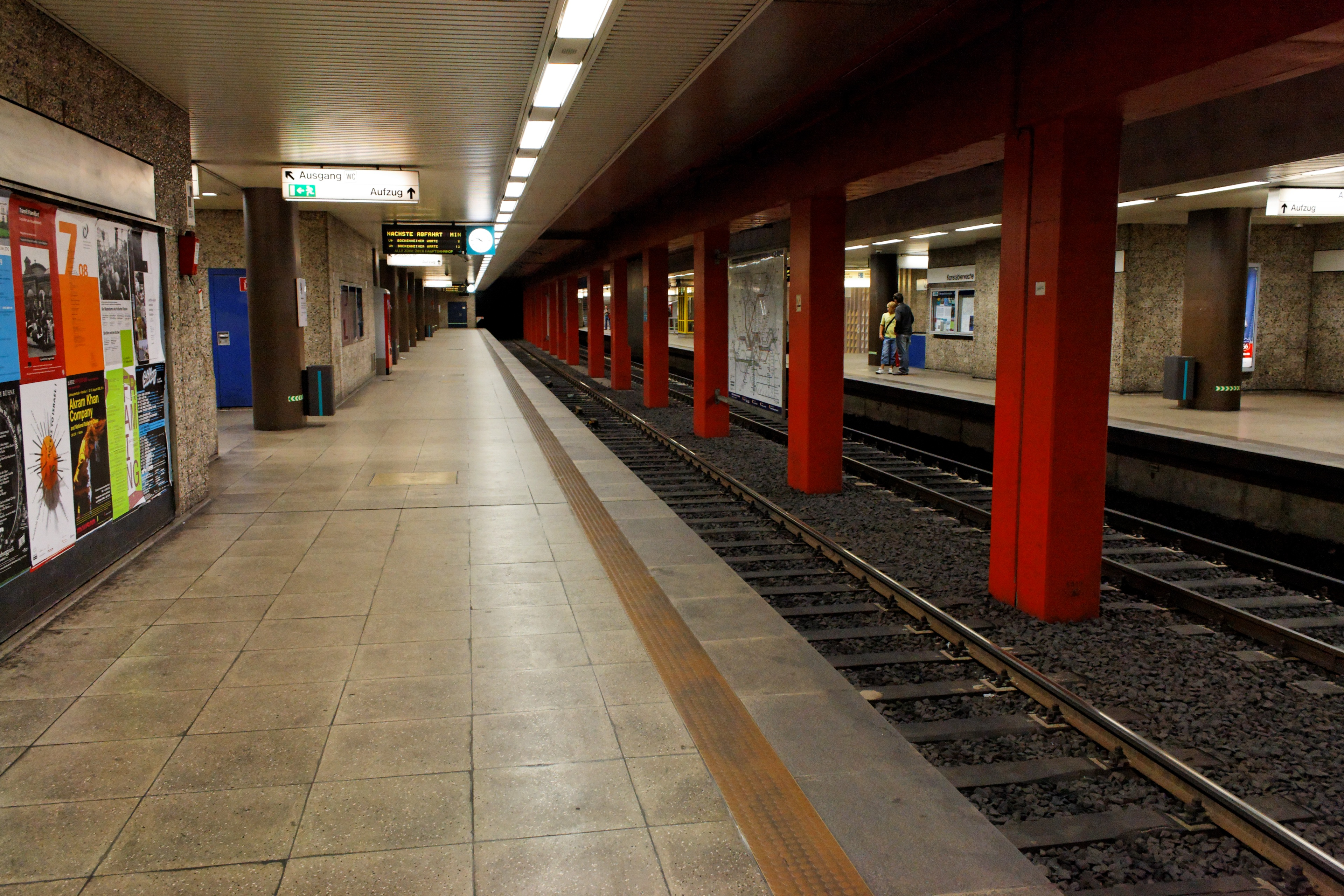
U-Bahn-Station Konstablerwache

Anfang 1963 kam man zu dem Entschluss, dass der Entwurf der Architekten Wolfgang Bader und Artur C. Walter die Frankfurter U-Bahn am besten repräsentiere. Die ersten Stationen zeichnen sich durch emaillierte Stahlplatten in Vorwandkonstruktion aus, die zeitlos und einfach zu verarbeiten waren. Zudem dienten sie als Träger des Orientierungssystems, das im Auftrag von Bader und Walter die Grafikdesigner Hans Michel und Wolfgang Schmidt entwickelten. Ein ebenfalls von den Architekten beauftragter Entwurf der Bildhauerin Ingrid Hagner, die Emailplatten zusätzlich mit abstrahierten Halbfiguren zu versehen, blieb unrealisiert. Jede Station bekam eine eigene Kennfarbe:
| Farbe  | Station                                         |
| Weiß   | Hauptwache, Miquel-/Adickesallee, Nordweststadt |
| Orange | Holzhausenstraße                                |
| Gelb   | Eschenheimer Tor                                |
| Blau   | Grüneburgweg                                    |

Fast alle Tunnelstationen der A-Strecke sind für Vierwagenzüge neuester Bauart ausgelegt. Nur die zuerst fertiggestellte Station Miquel-/Adickesallee war noch für die kürzeren U1-Wagen geplant worden. Zwar passen vier Wagen des geringfügig längeren Typs U2 an den Bahnsteig, nicht jedoch vier Wagen der längeren Typen U4 und U5, bei denen die letzte Tür des Zuges im Tunnel zum Stehen kommt. Auf eine Verlängerung des Bahnsteigs hat man aus Kostengründen verzichtet; stattdessen wird die betroffene Tür nicht freigegeben, wenn ein solcher Zug die Station Miquel-/Adickesallee anfährt. Die Fahrgäste werden mit Ansagen und durch Hinweisschilder über die Besonderheit informiert.
Die Stationen Grüneburgweg und Nordweststadt (heute Nordwestzentrum) wurden später umgebaut und verloren ihre Emailleplatten. Die blaue Wandverkleidung der Station Grüneburgweg wurde durch eine grüne Wandverkleidung aus keramischen Fliesen ersetzt.
Auch die Linien bekamen ihre Kennfarbe:
| Farbe | Ziel                     |
| Rot   | Nordweststadt, Oberursel |
| Grün  | Bonames, Bad Homburg     |

Die Länge der Striche über dem Stationsnamen gibt dem Fahrgast Aufschluss, wo sich der nächste Ausgang befindet. Umsteigebahnhöfe wie Hauptwache hatten rote Stützpfeiler, die restlichen Stationen graue.
Dieses Farbkonzept wurde jedoch nur bei der ersten Ausbaustufe der A-Strecke angewendet. Schon bei der Station Theaterplatz hat man sich davon gelöst. Die Stationen der B-Strecke erhielten Waschbeton-Platten. Die Decken sind niedrig, die Bahnsteige schmal, die Wegeführung oft unübersichtlich und stark verästelt. Die aufwändig gestaltete Station Dom/Römer hat erst durch einen behutsamen späteren Umbau ihre heutige Gestalt erhalten. Als Reminiszenz an die ehemalige Altstadt wurden nachträglich Spolien zerstörter Gebäude integriert.
Zur ersten Bauphase gehören: Theaterplatz (heute: Willy-Brandt-Platz) (A, B), Hauptwache (A, C, S), Eschenheimer Tor, Holzhausenstraße, Miquel-/Adickesallee, Hauptbahnhof (B, S), Dom/Römer und Konstablerwache (B, C, S) (außerdem auch Taunusanlage, Flughafen und Schwalbach auf der S-Bahn).

### 1980er Jahre
Beim Bau der C-Strecke wurde mehr Wert auf die Architektur der Stationen gelegt als bei den früheren Strecken. Die Gestaltung sollte auf die Umgebung der Stationen Bezug nehmen. Das Ergebnis ist oft farbenprächtig, die gestalterische Qualität jedoch recht unterschiedlich. Die Stationen Alte Oper und Westend dürften zu den sehenswertesten gehören, wobei letztere mit ihrer schlichten Schönheit bereits auf die Ästhetik der dritten Bauphase um die Jahrtausendwende verweist. Verantwortlich für beide Stationen war die Architektengruppe um A.C. Walter. Im Westend erschuf man Pfeiler, die an Palmen erinnern sollen, während die Station Alte Oper eher an den Renaissancestil des Opernhauses angelehnt ist. Die blauen Säulen an den Wänden sollen an die Orgel der Alten Oper erinnern. Diese Station war die erste freitragende, also ohne Stützpfeiler gebaute, Untergrundstation im Frankfurter U-Bahn-Netz.

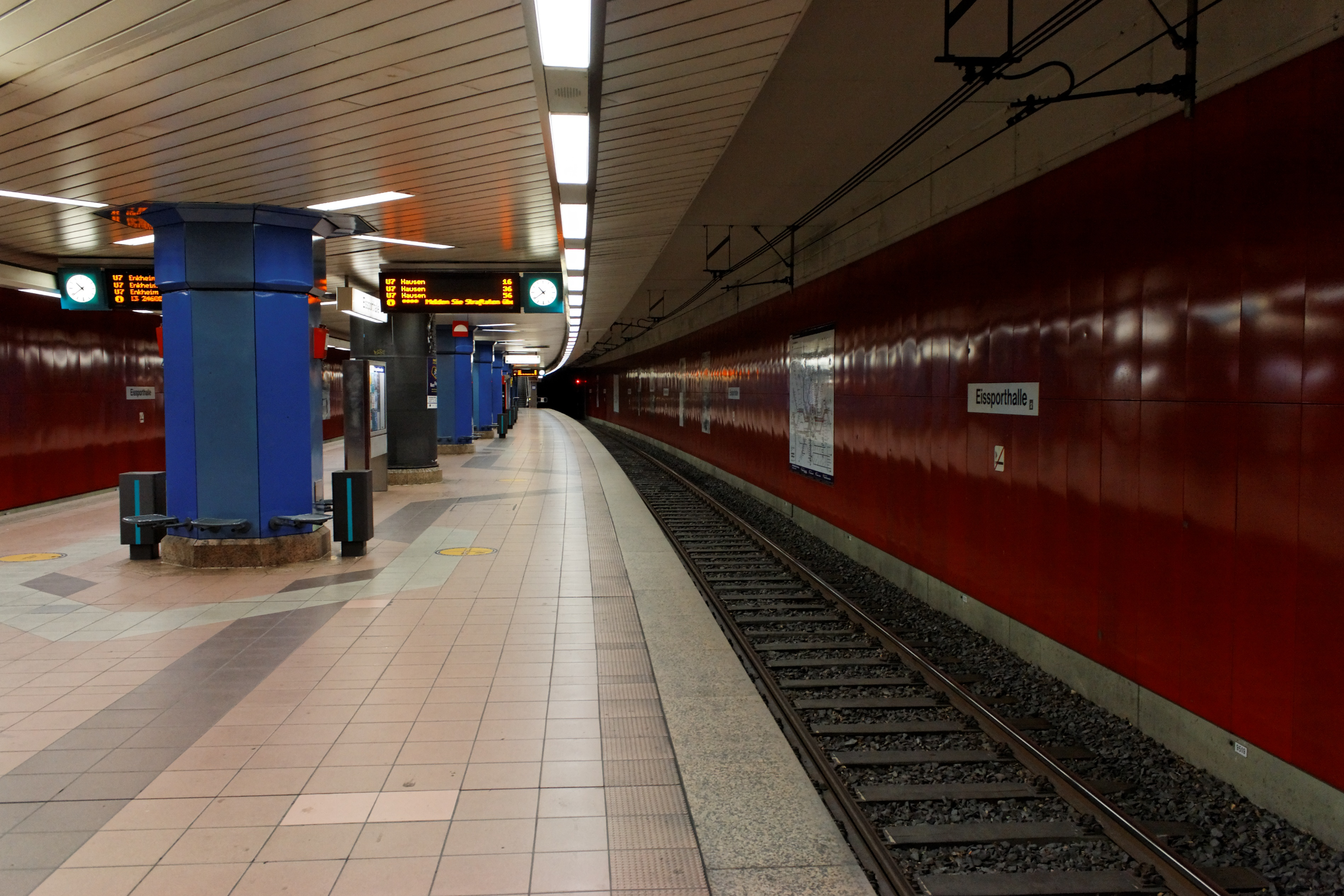
U-Bahn-Station Eissporthalle

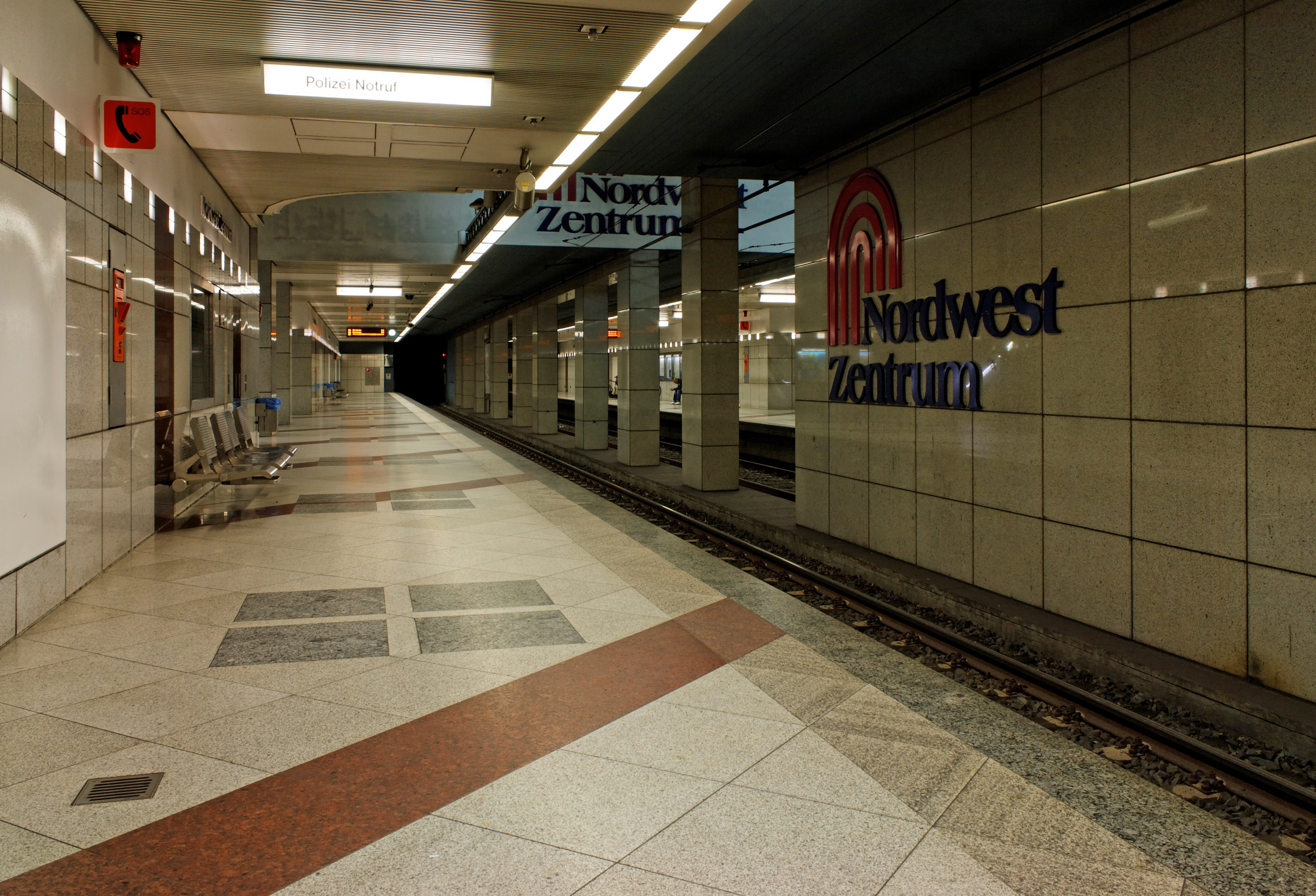
Die umgebaute U-Bahn-Station Nordwestzentrum

Auf der zwei Jahre zuvor eröffneten Verlängerung der A-Strecke nach Sachsenhausen ist vor allem der komplett in bergmännischer Bauweise aus zwei Tunnelröhren mit entferntem Zwischenraum entstandene Bahnhof Schweizer Platz bemerkenswert. Die tief in der Erde gelegene gewölbeartige Station vermittelt mehr den Raumeindruck einer dreischiffigen romanischen Krypta, als den eines Verkehrsbauwerks. Nicht einmal die Heiligenstatue fehlt: hinter dem stadteinwärts führenden Gleis steht die Heilige Barbara, die Schutzpatronin der Bergleute und der Tunnelbauer. Hierfür war der Architekt Willy Orth verantwortlich, der auch die Station Kirchplatz auf der C-Strecke mit ihren sakralen Blendarkaden entwarf.
Die 1992 eröffnete Verlängerung der C-Strecke zur Eissporthalle setzte weniger ungewöhnliche gestalterische Akzente als die der Bahnhöfe im Westend und Bockenheim, auch die 1990 in Betrieb genommene Untergrundstation Ostendstraße der S-Bahn besitzt wesentlich höhere gestalterische Eigenständigkeit. An der C-Strecke nach Osten wurden alle Bahnhöfe nach demselben Schema erschaffen, sie unterscheiden sich in erster Linie nur durch ihre Farbgebung und die Wandgestaltung.
| Farbe | Station         |
| Grün  | Habsburgerallee |
| Gelb  | Parlamentsplatz |
| Rot   | Eissporthalle   |

Ein weiteres Beispiel eigenständiger Gestaltung ist die Station Nordwestzentrum. Sie wurde 1989 mit Mitteln des anliegenden Einkaufszentrums komplett erneuert. Sie wurde mit Marmor verkleidet und erhielt ein Glasfenster von der B-Ebene auf den Bahnsteig.
Zur zweiten Bauphase Frankfurter U-Bahnhöfe zählen Schweizer Platz, Südbahnhof, Kirchplatz, Leipziger Straße,  Bockenheimer Warte (C), Westend, Alte Oper, Zoo, Habsburgerallee, Parlamentsplatz, Eissporthalle, die umgebauten Stationen Grüneburgweg und Nordwestzentrum, außerdem die unterirdischen S-Bahnhöfe Ostendstraße, Lokalbahnhof und Mühlberg.

### Seit 1995

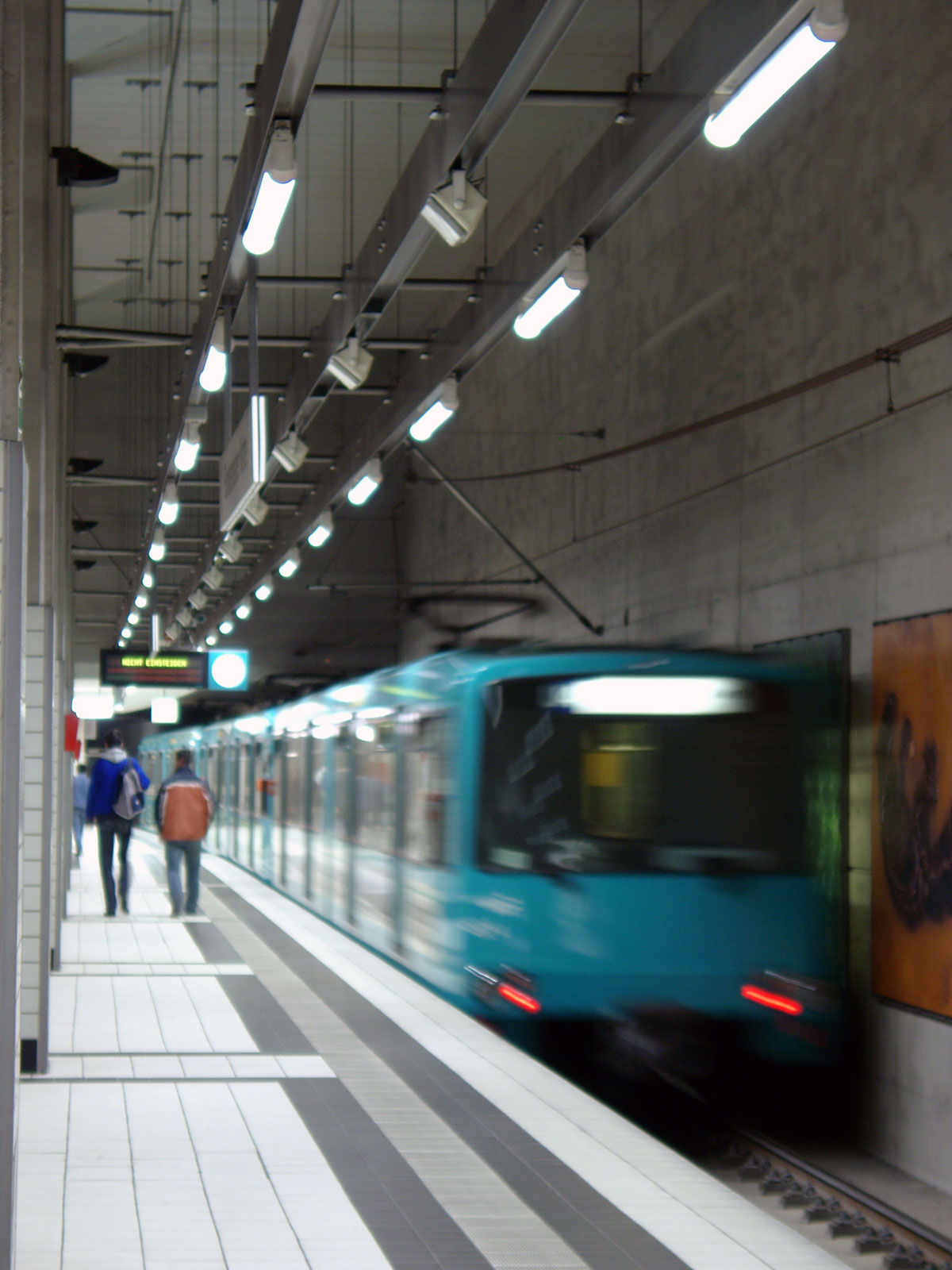
U-Bahn-Station Bockenheimer Warte, Endstation der Linie U4

Der U-Bahnhof Ostbahnhof (1999) besaß als erster direkten Tageslichteinfall auf den Bahnsteig und läutete somit eine dritte Phase der Frankfurter Untergrundbahnhöfe ein.
Positive Kritiken erhielten vor allem die Stationen Messe/Festhalle und Bockenheimer Warte (D), die mit hohen Decken und grobem Sichtbeton gestaltet sind. An der Station Messe wurde das Lichtdesign so angepasst, dass die Messebesucher automatisch zum richtigen Ausgang geleitet werden. Dieser erscheint nämlich heller und breiter als der in die andere Richtung führende Ausgang Hohenstaufenstraße. Der Ausgang ins Europaviertel ist noch verschlossen und im Rohbau belassen. Sobald das Gebiet bebaut wird, wird dieser Ausgang geöffnet.
In der Station Bockenheimer Warte sollte eigentlich, wie im bereits 1986 eröffneten Teil der Station, über dem Bahnsteig ein Magazin für die Universitätsbibliothek entstehen. Da die Universität den Standort Bockenheim aufgeben will, wurden die Pläne fallengelassen und es entstand die hohe Bahnsteighalle.
Zu dieser Architekturphase gehören: die genannten S-Bahnhöfe Kaiserlei, Ledermuseum und Offenbach Marktplatz sowie die U-Bahnhöfe Ostbahnhof, Messe/Festhalle und Bockenheimer Warte (D).
Seit den 1990er Jahren werden bei Bau von Frankfurter Untergrundstationen Glasdächer eingebaut, die Tageslicht auf den Bahnsteig fallen lassen, zu finden auf den Bahnhöfen Messe/Festhalle (B/D), Ostbahnhof (C) und Offenbach-Kaiserlei (S-Bahn).

### Barrierefreiheit

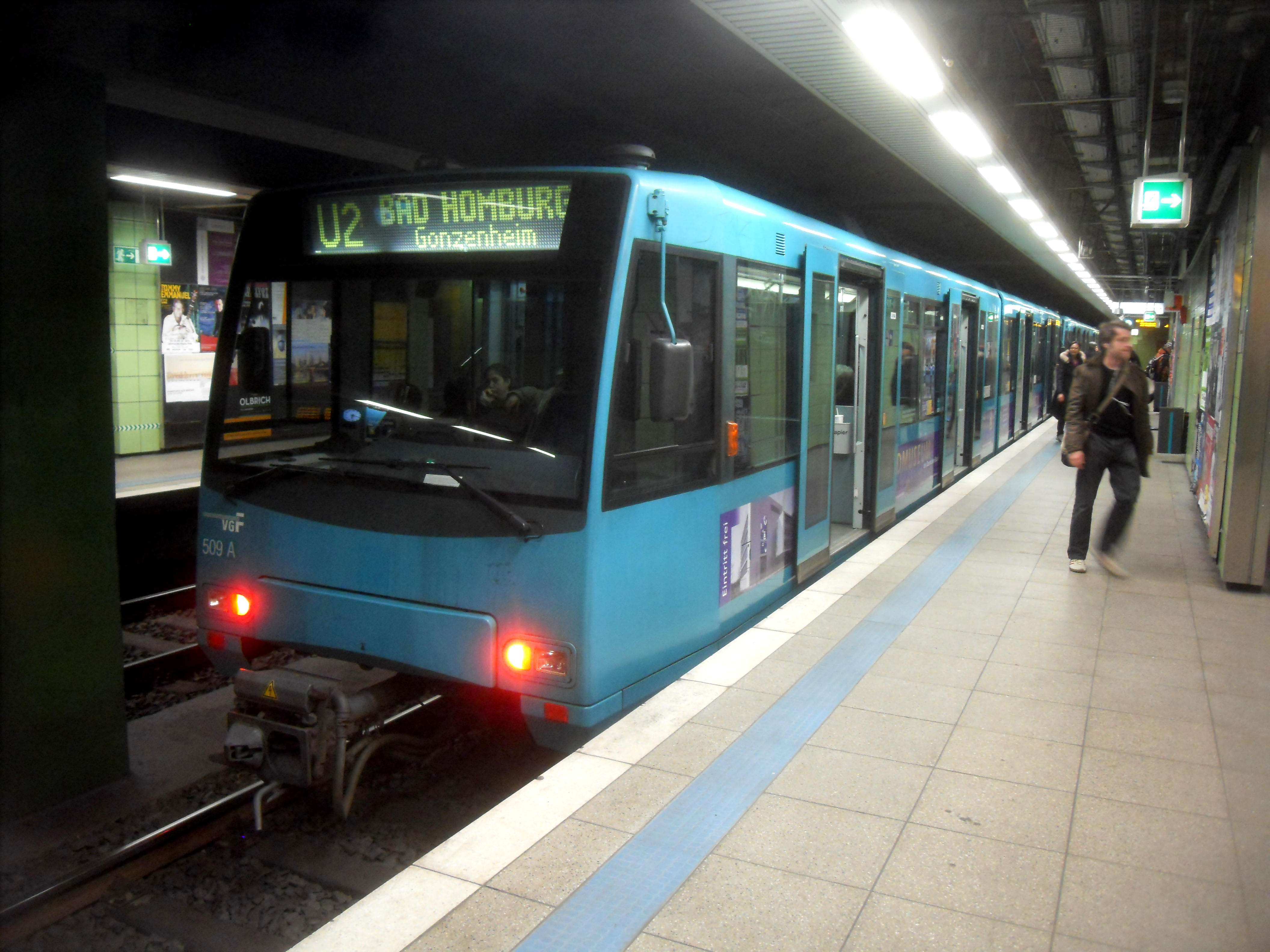
Blindenleitlinie am Bahnsteig des U-Bahnhof Grüneburgweg

2025 sind fast alle Stationen barrierfrei per Rampe oder Aufzug erreichbar, ebenso sind die U-Bahn-Fahrzeuge ohne Niveauunterschied vom Bahnsteig erreichbar.
Blindenleitlinien befinden sich in den meisten Stationen, ebenso erfolgen automatisierte Ansagen mit Informationen zu den folgenden Abfahrten. Blindenschrift existieret in den meisten Stationen jedoch nicht.

## Fahrzeuge

### Allgemeines
Für den U-Bahn-Betrieb kamen bisher fünf verschiedene sechsachsige Fahrzeugtypen zum Einsatz, von denen zwei noch heute in Verwendung sind. Die Baureihen werden mit dem Buchstaben U und einer fortlaufenden Ziffer bezeichnet. Seit der Umstellung der Linienbezeichnungen von A/B/C auf U (1978) besteht Verwechslungsgefahr zwischen den Linienbezeichnungen (U1 bis U9) und den Fahrzeugbaureihen (U1 bis U5).
Ergänzt wurde der Fahrzeugpark von 1968 bis 1978 durch die Baureihe Mt, für den Tunnelbetrieb mit Klapptrittstufen und Verbreiterungen ausgerüsteten sechsachsigen Straßenbahntriebwagen mit passenden vierachsigen Beiwagen und von 1974 bis 2016 durch die Baureihe Ptb (ehemals Pt), achtachsigen tunnelgängigen Straßenbahnwagen mit Klapptrittstufen und später eingebauten Verbreiterungen im Einstiegsbereich.
| Aktueller Einsatz der Fahrzeugtypen    | Aktueller Einsatz der Fahrzeugtypen | Aktueller Einsatz der Fahrzeugtypen | Aktueller Einsatz der Fahrzeugtypen | Aktueller Einsatz der Fahrzeugtypen | Aktueller Einsatz der Fahrzeugtypen | Aktueller Einsatz der Fahrzeugtypen | Aktueller Einsatz der Fahrzeugtypen | Aktueller Einsatz der Fahrzeugtypen | Aktueller Einsatz der Fahrzeugtypen |
| -------------------------------------- | ----------------------------------- | ----------------------------------- | ----------------------------------- | ----------------------------------- | ----------------------------------- | ----------------------------------- | ----------------------------------- | ----------------------------------- | ----------------------------------- |
| Linie                                  | S1                                  | S2                                  | S3                                  | S4                                  | S5                                  | S6                                  | S7                                  | S8                                  | S9                                  |
| Fahrzeugtyp                            | U4, U5                              | U4, U5                              | U4, U5                              | U5                                  | U5                                  | U5                                  | U5                                  | U4, U5                              | U4, U5                              |
| fett = primär eingesetzter Fahrzeugtyp |                                     |                                     |                                     |                                     |                                     |                                     |                                     |                                     |                                     |

Die Fahrspannung beträgt 600–800 Volt Gleichstrom, die Stromzuführung erfolgt über Oberleitung. Die U-Bahn-Fahrzeuge sind 2,65 Meter breit, die Straßenbahnwagen 2,35 Meter. Die aktuell eingesetzten Fahrzeuge sind alle entweder mit zwei Führerständen ausgerüstet (Zweirichtungswagen) oder verkehren nur in gekuppelten Einheiten mit zwei Führerständen (Typ U5-50). Sie sind – abgesehen von den Bauarten U4 und U5 – jeweils nur mit dem gleichen Wagentyp kuppelbar. Die U-Bahn-Fahrzeuge verkehren im Linienbetrieb in Zügen bestehend aus maximal vier Triebwagen. Auf den Linien U3, U8 und U5 sind aufgrund von begrenzten Bahnsteiglängen lediglich Verbände aus bis zu drei Triebwagen möglich. Die aus ehemaligen Straßenbahnfahrzeugen bestehenden Züge verkehrten mit maximal drei Triebwagen (Typ Ptb) oder einem Trieb- und einem Beiwagen (Typ Mt/mt). Die Fahrzeuge werden mit automatischen Scharfenbergkupplungen verbunden. Während des laufenden täglichen Betriebes können daher Züge bedarfsgerecht gekürzt bzw. verlängert werden. Das An- bzw. Abhängen von Wagen durch einen Rangierfahrer dauert etwa 90 Sekunden. Die Fahrgäste können in dieser Zeit (mit Ausnahme in den abzuhängenden Wagen) im Zug verbleiben.

### Stadtbahnfahrzeuge

#### U6/U1-Wagen

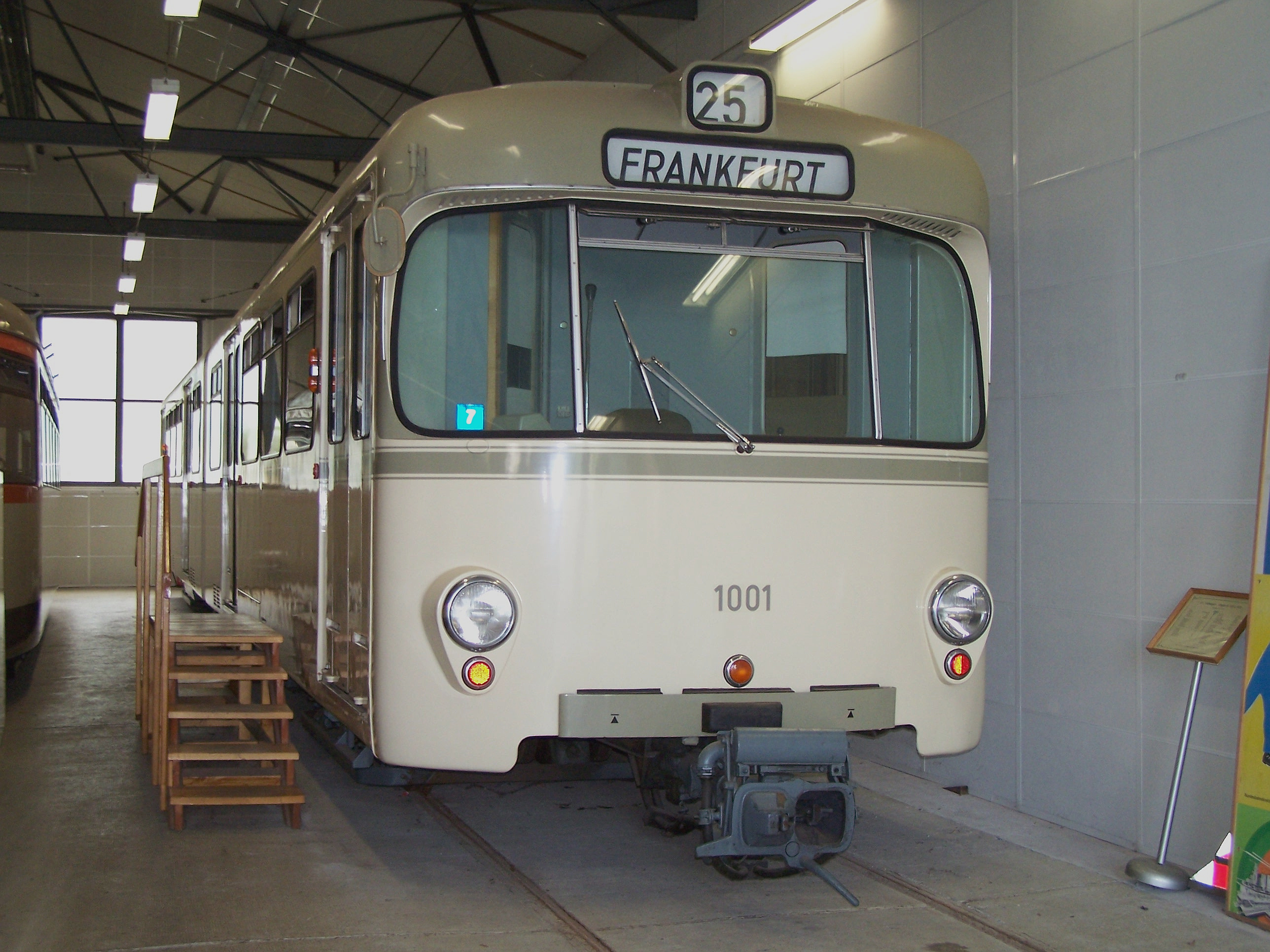
Prototyp 1001

Von diesem von DÜWAG entwickelten und hergestellten sechsachsigen Prototyp (erstmals auf der Internationalen Verkehrsausstellung 1965 in München präsentiert und im Mai 1966 nach Frankfurt gebracht) wurden nur zwei Fahrzeuge gebaut, die weitgehend auf den bisher gelieferten Straßenbahnwagen basierten. Neu waren die elektronische Steuerung des Typs Simatic mit der Möglichkeit, mehrere Triebwagen zu Zugverbänden kuppeln zu können, und der Wagenkasten mit nur einer Stufe an den Eingängen bei einer Fußbodenhöhe von 930 mm. Dies ermöglichte den Einstieg von Bahnsteigen mit 320 bis 560 mm Höhe ohne Klapptrittstufen. Eine Serienfertigung der beiden zunächst als U6, dann als U1 bezeichneten Wagen unterblieb jedoch. Sie wurden hauptsächlich für Fahrschul- und Probefahrten verwendet und verkehrten nur wenige Jahre im Linienbetrieb. Sie wurden bereits 1976 abgestellt, da sie nicht mit anderen U-Bahn-Wagen kuppel- und vielfachsteuerbar waren. Ein Exemplar blieb erhalten, es ist seit 1986 im Verkehrsmuseum in Frankfurt-Schwanheim zu besichtigen. Mit den U6-Wagen wurden auch diverse Farbgebungen ausprobiert. Sie waren zu Anfang Elfenbein mit Grau als Akzentfarbe lackiert, entsprechend den damals üblichen Straßenbahnfarben. Blau-Hellblau wurde verworfen, weil es den in München bereits im Bau befindlichen Wagen zu ähnlich sah. Eine vollständig rote Versuchslackierung (nur bis 1968) wurde ebenfalls zugunsten der Frankfurter Stadtfarben Rot und Weiß (die später für die U2-Wagen übernommen wurden) verworfen.
Technische Daten:
| Wagenlänge (ohne Kupplung): | 21,80 m                                      |
| Wagenbreite:                | 2,65 m                                       |
| Achsfolge:                  | B’2’B’                                       |
| Motoren/Leistung:           | zwei Gleichstrommotoren von AEG zu je 150 kW |
| Steuerung:                  | Simatic                                      |

#### U2-Wagen

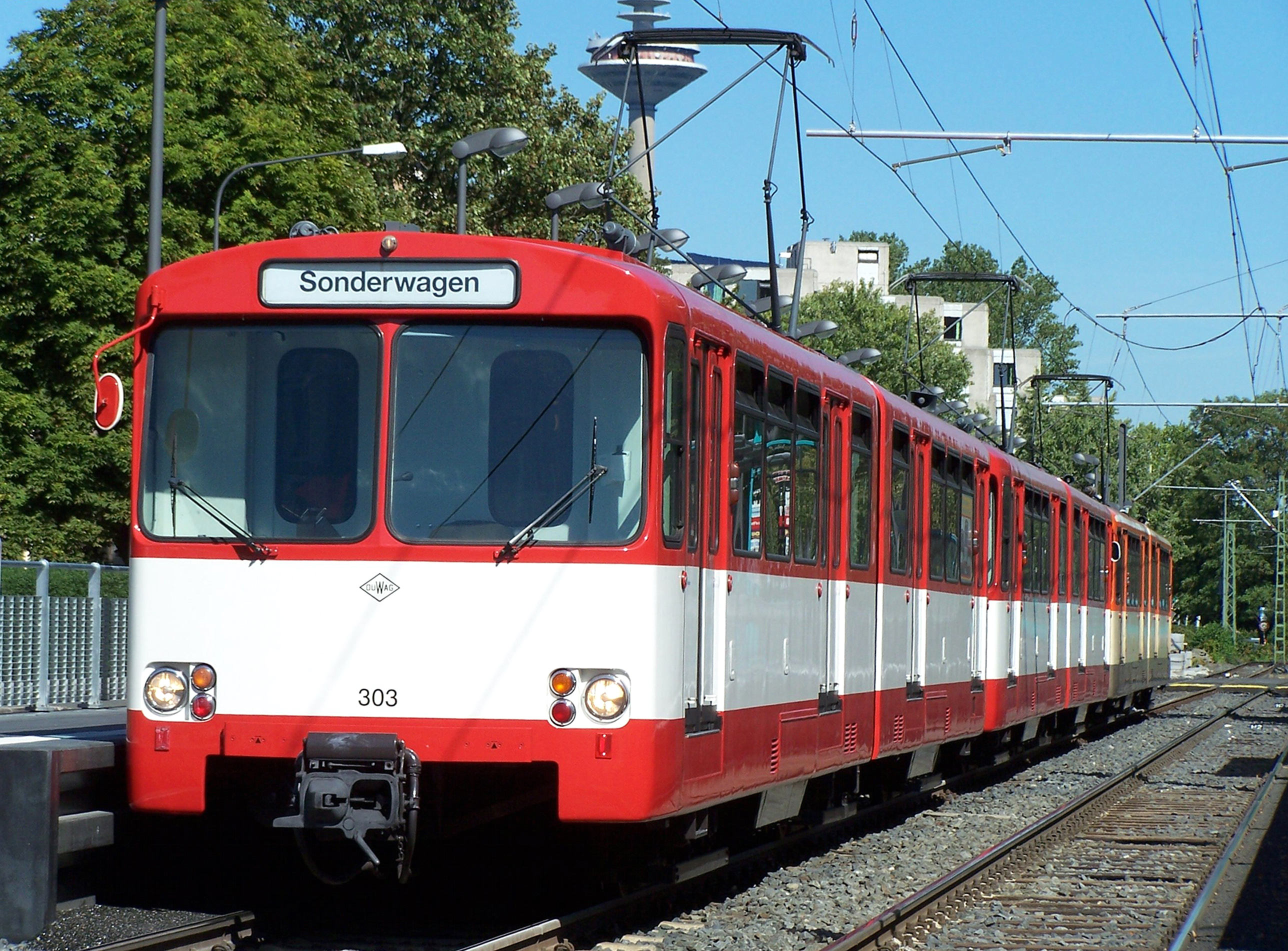
U2-Triebwagen in Ursprungsfarbe

Die mit den beiden Prototypen gemachten Erfahrungen hatten eine Vielzahl an Änderungen zur Folge. Die U2-Serienfahrzeuge wurden von 1968 bis 1978 in drei Baulosen mit insgesamt 97 Fahrzeugen von DÜWAG gebaut. Fünf Fahrzeuge wurden 1980 bei einem Großbrand auf dem Gelände des Betriebshofes Heddernheim zerstört. Als Ersatz wurden in den Jahren 1984 und 1985 nochmals sieben gleichartige Nachbauten beschafft. Alle Fahrzeuge besaßen bei einer Fußbodenhöhe von 97 cm eine feste Trittstufe auf etwa 68 cm Höhe. Damit waren sie ausschließlich für den Einsatz auf der A-Strecke mit Bahnsteighöhen von 32 bzw. 56 cm geeignet.
Im Zuge des Umbaus der A-Strecke auf eine Bahnsteighöhe von 80 cm wurde ein Teil der Fahrzeuge zum Typ U2h mit einer Einstiegshöhe von 87 cm umgebaut. Bei dieser Unterbauart verblieb im Türbereich eine feste Stufe, dafür konnte sie weiterhin an 56 cm hohen Bahnsteigen eingesetzt werden. Ab 2009 wurden diese Züge ausgemustert und durch die neuen U5-Fahrzeuge ersetzt. Der Einsatz der Unterbauart U2h endete Anfang 2013. Die beiden U2h-Triebwagen 303 und 304 erhielten 2011 ihre ursprüngliche rot-weiße Farblackierung und werden als Museumswagen erhalten bleiben. Auch der U2h-Triebwagen 305 bleibt als Museumswagen erhalten und erhielt 2015 die rot-weiße Farblackierung.
Mit dem Einsatz der U4-Triebwagen ab 1994 wurden freiwerdende U2-Wagen für den Einsatz auf den Linien U4 und U7 umgebaut. Bei ihnen wurde die Trittstufe im Eingang ganz beseitigt, da auf der B- und C-Strecke die Bahnsteighöhe 87 cm betrug. Die als U2e bezeichnete Unterbauart erhielt zudem größere Fahrerkabinen und jeweils eine barrierefreie Tür pro Wagenseite. Anfang 2015 verkehrte der Typ U2e noch planmäßig auf der Linie U4 und vereinzelt auf der U7. Seit Sommer 2015 verkehren planmäßig keine U2e-Wagen mehr. Wegen einzelnen technischen Defekten an den U5-Wagen wurden drei U2e-Wagen reaktiviert und fuhren vereinzelt auf der Linie U7, auch die Museumsfahrzeuge 303–305 wurden eingesetzt. Am 3. April 2016 wurden die U2-Triebwagen nach 48 Einsatzjahren mit einer Sonderfahrt verabschiedet.
Technische Daten:
| Wagenlänge (ohne Kupplung): | 23,00 m                              |
| Wagenbreite:                | 2,65 m                               |
| Motoren/Leistung:           | zwei Gleichstrommotoren zu je 150 kW |
| Steuerung:                  | Simatic                              |
| Platzangebot:               | 64 Sitzplätze, 162 Stehplätze        |

#### U3-Wagen

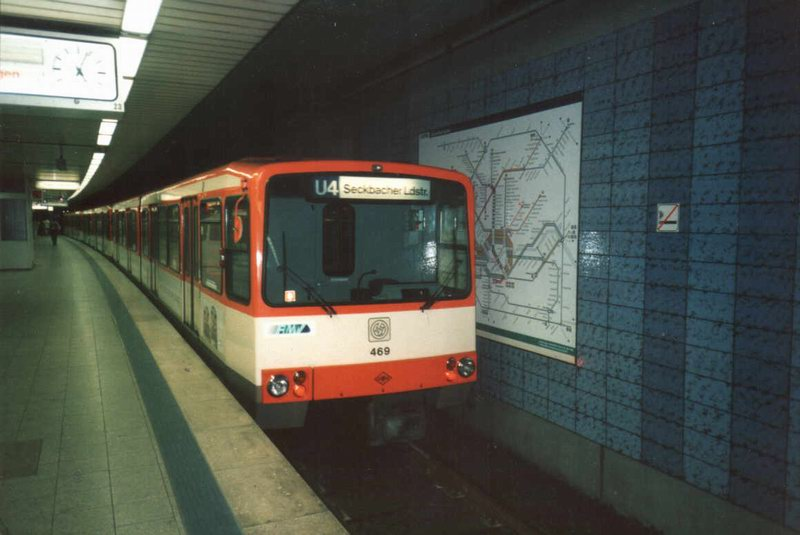
Der Zugtyp U3 in Ursprungsfarben

Zur Eröffnung der Linie U4 nach Bornheim im Jahr 1980 lieferte der Hersteller DÜWAG 27 neue Fahrzeuge des Typs U3, die bis 2015 ausschließlich auf dieser Linie fuhren. Die Wagen erhielten die Nummern 451 bis 477. Eine zweite, wesentlich größere Serie sollte 1986 für den Betrieb auf der C-Strecke bestellt werden. Aus Kostengründen wurde dieser Plan jedoch fallen gelassen und auf der C-Strecke die reichlich vorhandenen Fahrzeuge vom Typ Pt eingesetzt.
Die Fahrzeuge waren für den ausschließlich unterirdischen Betrieb ausgelegt und in leichterer Bauweise als die Vorgängerbauart U2 konstruiert, die durch den Betrieb auf oberirdischen Stadtbahnstrecken ein weit höheres Risiko von Unfällen mit Kraftfahrzeugen trug. Im Gegensatz zu den Typen U2 und P, die Fahrzeugfronten aus glasfaserverstärktem Kunststoff aufweisen, bestanden die Wagenkästen des Typs U3 vollständig aus Stahl.
Die Fahrzeuge hatten eine Einstiegshöhe/Fußbodenhöhe von 97 cm und waren somit für 87 cm hohe Bahnsteige ausgelegt, was ihre Einsatzmöglichkeit auf die B- und C-Strecke beschränkte. Sie besaßen schon seit Auslieferung einen komplett ebenen Innenraum. Hierdurch konnten die Türen im Gegensatz zum Typ U2 gleichmäßiger auf die Fahrzeuglänge verteilt werden. Es gab keine Trittkästen mehr, die bei der Platzierung der Einstiegstüren eine Rücksicht auf die Drehgestelle notwendig machen.
Die Fahrzeuge wurden ab Mitte der 1990er Jahre nach und nach in die Farbe Subaru-vista-blue umlackiert und ihre Sitzbezüge wurden ausgetauscht. Wie bei den Fahrzeugen des Typs U2e wurde in jedem Wagen an einem Türpaar die Mittelstange entfernt, um einen barrierefreien Einstieg zu schaffen.
In den 1990er Jahren wurden in den nächtlichen Betriebspausen mit zwei eigens umgebauten Wagen dieses Typs (Nr. 476 und 477) auf der B-Strecke erfolgreich Testfahrten für führerloses Fahren durchgeführt. In den tatsächlichen Einsatz mit Fahrgästen kam das System aber nie. Die Fahrzeuge wurden nach Beendigung der Versuche wieder zurückgebaut.
Die Fahrzeuge waren wie die komplette B-Strecke technisch für eine Stromzuführung über seitliche Stromschienen vorbereitet. Es gibt jedoch keine Planungen, den derzeitigen Oberleitungsbetrieb aufzugeben.
2015 wurden die Fahrzeuge im Rahmen des barrierefreien Ausbaus der Linien U4 und U5 und dem dadurch notwendigen Einsatz von Fahrzeugen vom Typ U5 von der Linie U4 auf die Linie U6 verlegt. 2017 endete der Betriebseinsatz der U3-Wagen. Die Fahrzeuge 451, 452 und 453 werden als zukünftige Museumsfahrzeuge in ihren Ursprungszustand zurückversetzt.
Technische Daten:
| Wagenlänge (ohne Kupplung): | 24,49 m                              |
| Wagenbreite:                | 2,65 m                               |
| Motoren/Leistung:           | zwei Gleichstrommotoren zu je 174 kW |
| Steuerung:                  | Choppersteuerung                     |
| Platzangebot:               | 64 Sitzplätze, 182 Stehplätze        |

#### U4-Wagen

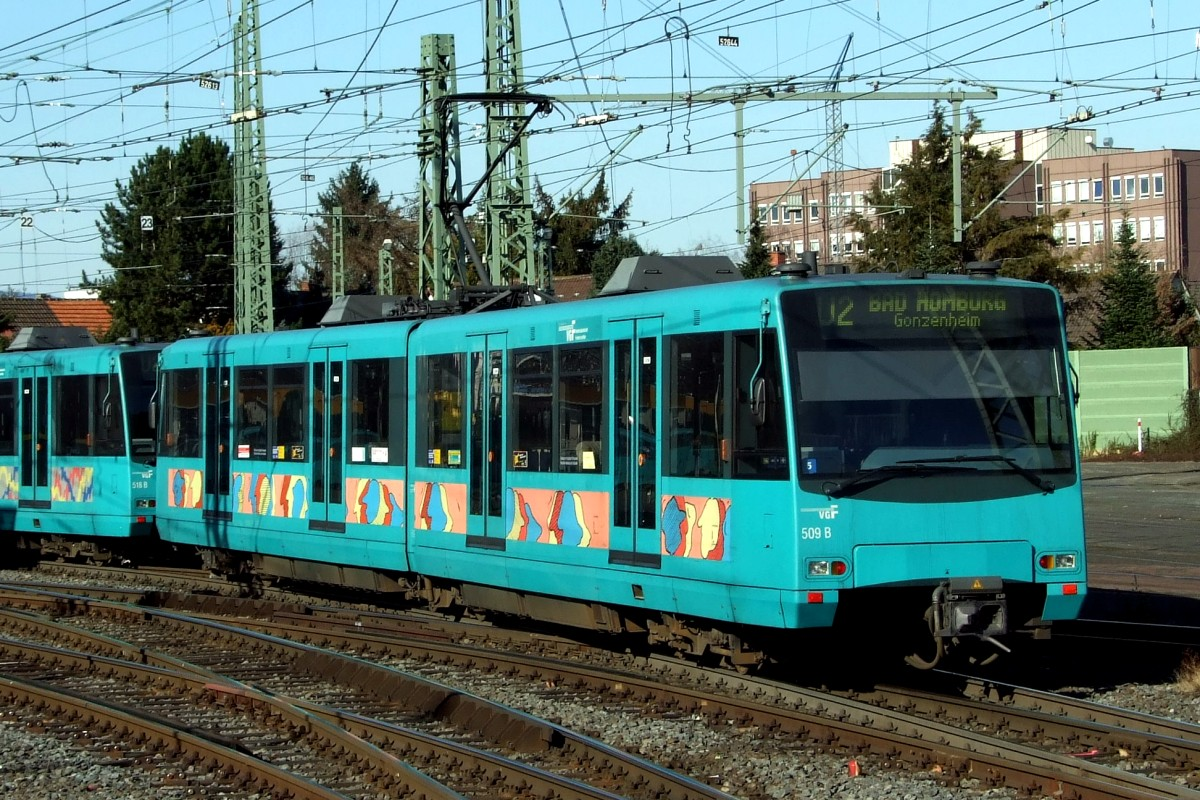
Der Zugtyp U4

Die Baureihe U4 ist eine Weiterentwicklung des Typs U3, technisch und optisch aber vor allem mit den Straßenbahnwagen des Typs R verwandt. Die 39 Fahrzeuge wurden als bislang letzte Baureihe für Frankfurt von Siemens und DUEWAG entwickelt und 1994–1998 geliefert. Sie verkehren derzeit ausschließlich auf der A- und der D-Strecke, hauptsächlich auf den Linien U1, U2 und U9. Die Fahrzeuge sind für eine Bahnsteighöhe von 80 cm ausgelegt, besitzen einen ebenen Innenraum und gewähren an allen Türen einen barrierefreien Einstieg. Nach einem Unfall im Jahr 2007 wurden die Wagen 517 und 532 ausgemustert.
Technische Daten:
| Wagenlänge (ohne Kupplung): | 24,49 m                            |
| Wagenbreite:                | 2,65 m                             |
| Motoren/Leistung:           | vier Drehstrommotoren zu je 130 kW |
| Steuerung:                  | Thyristor-Steuerung                |
| Platzangebot:               | 63 Sitzplätze, 111 Stehplätze      |

#### U5-Wagen

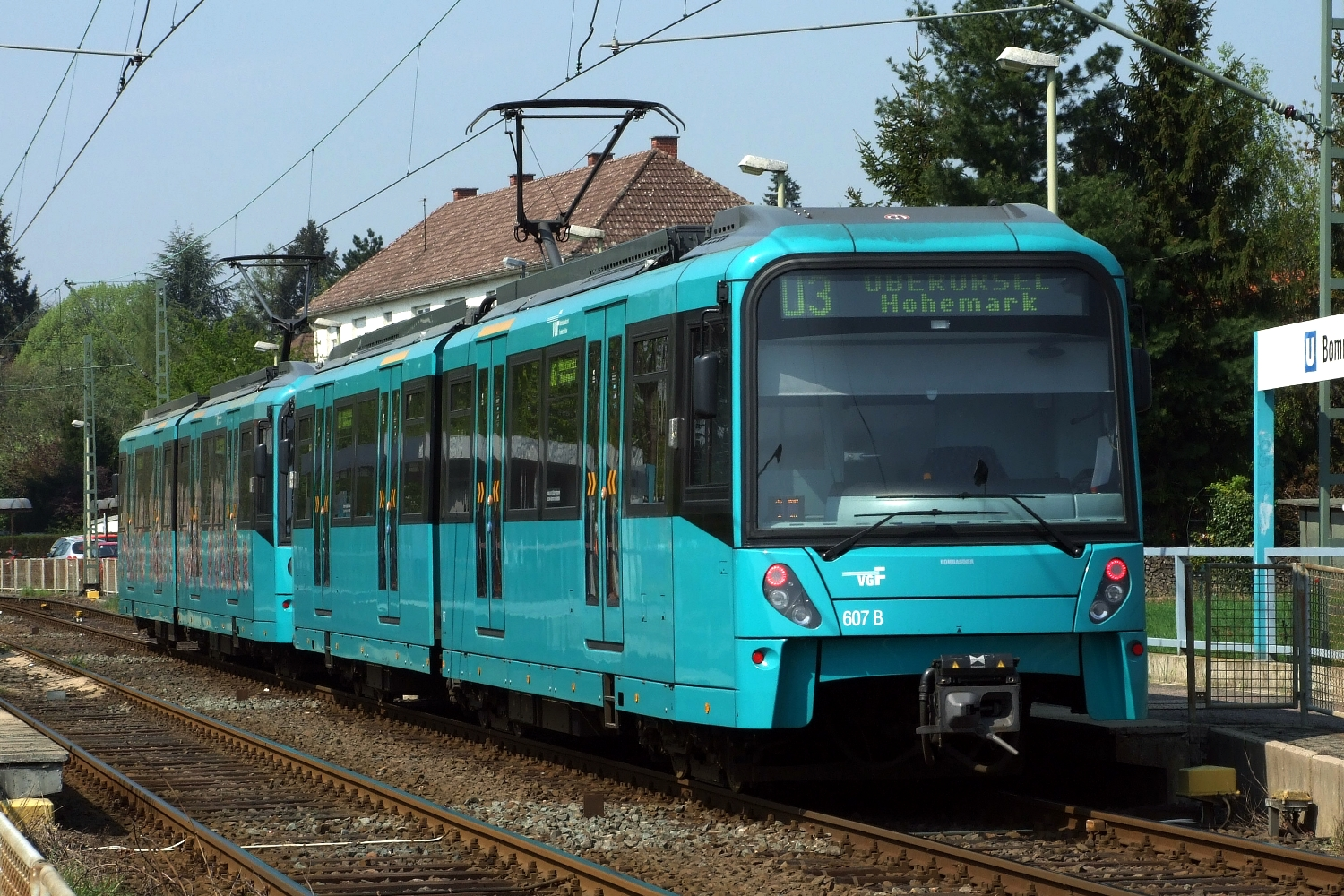
Zugtyp U5-25 in Doppeltraktion

Die Baureihe U5 ist der neueste Fahrzeugtyp. Sie wurde erstmals international ausgeschrieben und 2005 beim Hersteller Bombardier in Auftrag gegeben, der die Ausschreibung mit dem Modell Flexity Swift gewonnen hat. Zunächst wurden 146 Fahrzeuge bestellt. Die ersten wurden im Mai 2008 geliefert und seit September 2008 eingesetzt. Die Baureihe besteht wie ihre Vorgänger aus zweiteiligen, sechsachsigen Gelenktriebwagen. Die erste Bestellung umfasste neben 54 klassischen Zweirichtungsfahrzeugen erstmals in Frankfurt eine zweite Variante mit 92 unechten Zweirichtungswagen mit nur einem Führerstand sowie einen Wagenübergang am anderen Ende. So sollen im regulären Betrieb je zwei Halbzüge dieser Variante gemeinsam eine durchgehend begehbare Einheit doppelter Länge bilden (insgesamt 46 Doppeleinheiten). Diese beiden Varianten werden als U5-25 und U5-50 bezeichnet, der sich aus der Länge der Züge in Metern herleitet. Die Fahrzeuge sind mit der Baureihe U4 kuppelbar, um ein Höchstmaß an betrieblicher Flexibilität zu erreichen; die Zulassung dafür erfolgte im Juli 2014. Solche Gemischtverbände fahren seit Anfang 2015 vereinzelt auf den Linien U1 und U2. Während das äußere Erscheinungsbild dem U4-Wagen angepasst wurde, orientiert sich die Innengestaltung an den Straßenbahnwagen der Reihe S. Am 15. Dezember 2011 wurden weitere 78 Wagen, davon 40 U5-25 und 19 Doppelzüge U5-50, bestellt, die 2015 bis 2017 ausgeliefert werden. Im Einsatz befinden sich 96 Fahrzeuge vom Typ U5-25 und 130 vom Typ U5-50. 2018 beschlossen wurde die Beschaffung von 22 Einheiten ohne Führerstand, die es ermöglichen, eine Einheit aus zwei U5-50 und einer oder zwei zusätzlichen Mitteleinheiten bilden zu können. Dadurch entsteht ein Zug, der auf einer Länge von 75 oder 100 Metern durchgängig begangen werden kann. Diese nun 23 Mittelwagen wurden 2021 bis 2023 ausgeliefert.
Bei einer Überholung im Werk bei Bombardier in Bautzen wurden die Wagen 601 und 602 der Bauart U5-25 beim Hochwasser auf dem Werksgelände im Jahre 2010 beschädigt. Da sie fahruntauglich sind, stehen sie seit dem Ausbau der noch verwendbaren Einzelteile der Frankfurter Feuerwehr als Übungszug im Feuerwehr- und Rettungstrainingszentrum zur Verfügung, der Wagen 601 wurde im Jahr 2016 mit einer gasbetriebenen Brandsimulationsanlage ausgerüstet und steht seitdem zusammen mit dem Wagen 602 im FRTC.
Technische Daten:
| Wagenlänge (ohne Kupplung): | 25,02 m (U5-25) – 24,76 m (U5-50)                                |
| Wagenbreite:                | 2,65 m                                                           |
| Motoren/Leistung:           | vier Drehstrommotoren zu je 130 kW                               |
| Platzangebot:               | 48/47 Sitzplätze, 6 Klappsitze, 136/142 Stehplätze (U5-25/U5-50) |

### Modifizierte Straßenbahnfahrzeuge

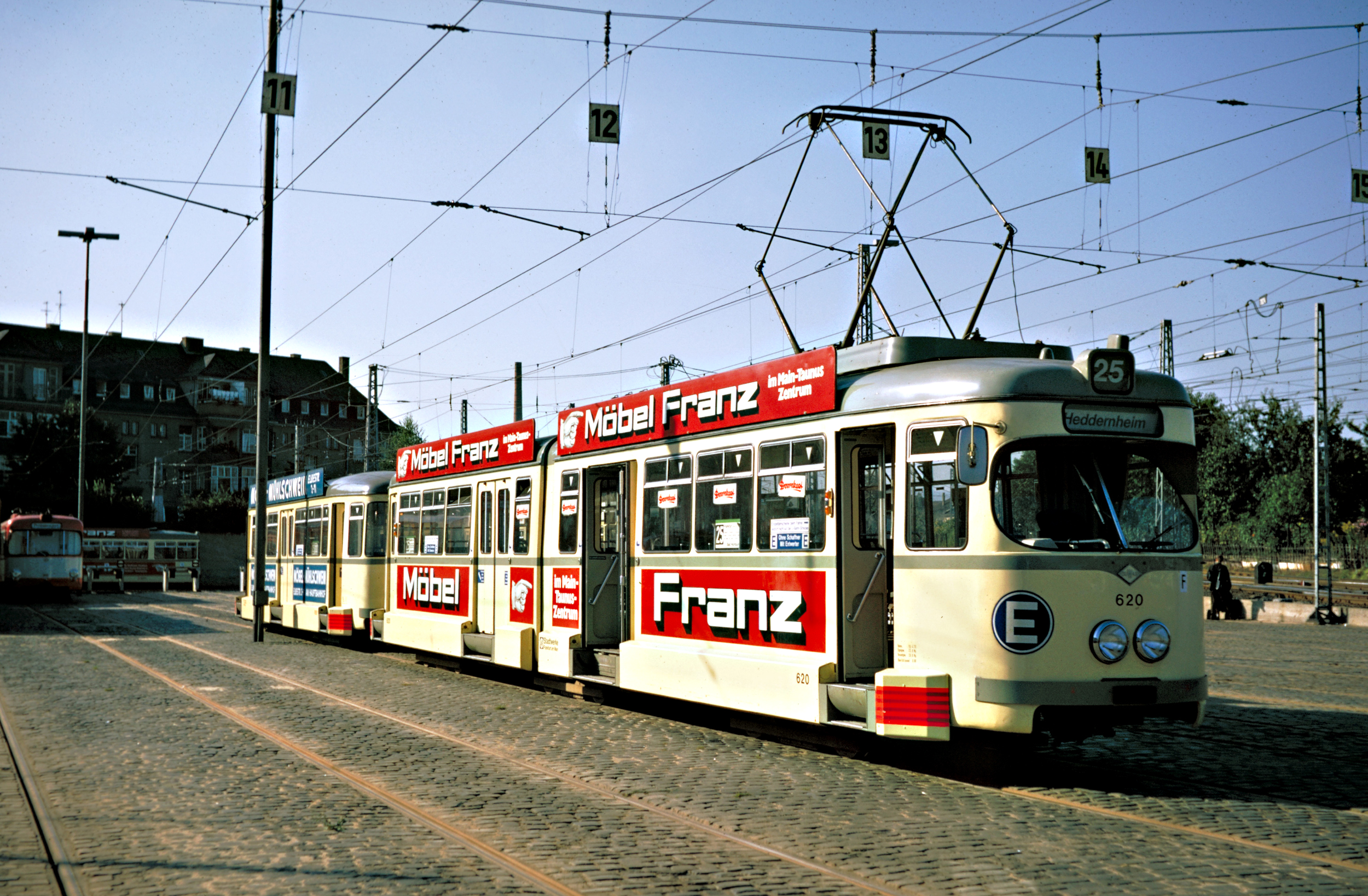
Für den Betrieb mit Hochbahnsteigen adaptierter M-Wagen, 1970

Die zu Anfang erwähnte Ausbauplanung sah vor, neu errichtete Tunnel an bestehende Straßenbahnstrecken anzuschließen. Da diese aus Kostengründen meist nicht für den Einsatz von 2,65 m breiten Stadtbahnfahrzeugen umgebaut werden sollten, wurden anfangs einige Straßenbahnwagen für den Tunneleinsatz umgerüstet (Typ Mt und deren Beiwagen, Typ mt), später auch neue Stadtbahnwagen des Typs Pt angeschafft, die dank Klapptrittstufen sowohl im Straßenbahnnetz als auch auf den Tunnelstrecken verkehren konnten. In der VÖV-Statistik wurden diese sogar als U-Bahn-Wagen geführt.
Tests mit zwei dreiteiligen N-Wagen (Wagen 801 und 802) verliefen nicht zufriedenstellend, sie kamen daher nicht im Mischbetrieb zum Einsatz.

#### Mt/mt
Die Linien A3 und A4 wurden bis 1978 mit sechsachsigen, zweiteiligen U-Straßenbahnwagen des Typs Mt (mit vierachsigen Beiwagen mt) betrieben. Die 26 aus Straßenbahnwagen des Typs M/m umgebauten Züge wurden mit Klapptrittstufen und Verbreiterungen auf der Türseite, sogenannten Blumenkästen, ausgestattet, um die Lücke zwischen den 2,35 Meter breiten Wagen und den für 2,65-Meter-Wagen ausgelegten Bahnsteigen zu schließen. Für diese Modifikation wurden die erste und die letzte Tür des M-Wagens einflügelig umgebaut, da es sonst Probleme im Lichtraumprofil und der Fahrzeugverjüngung gegeben hätte. Nach Beendigung des U-Straßenbahn-Betriebes auf der A-Strecke 1978 wurden alle Wagen wieder zu normalen Straßenbahnwagen zurückgebaut und bis zur Ausmusterung 1998 im Straßenbahnnetz eingesetzt.

#### Pt/Ptb

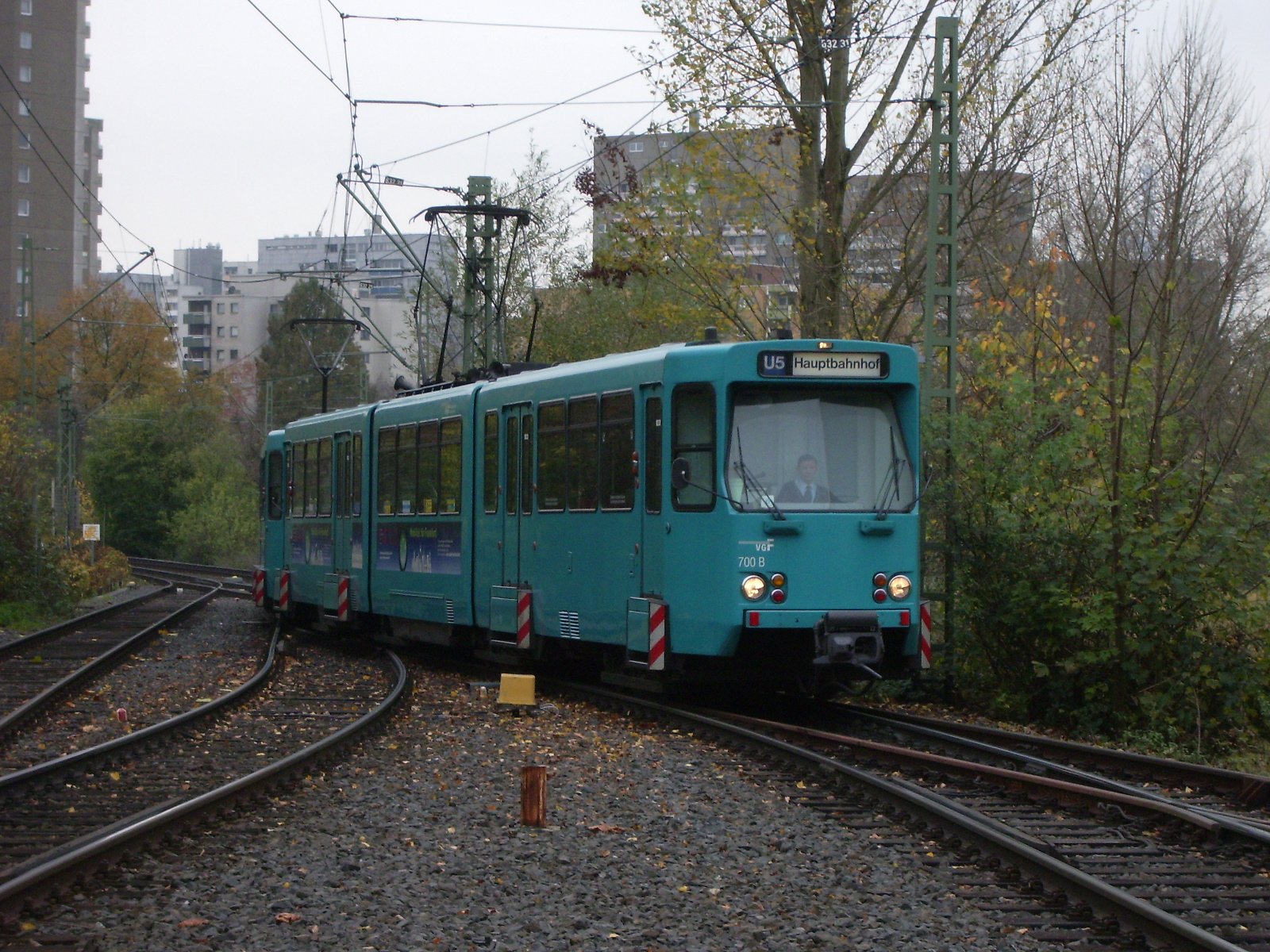
Ptb-Wagen auf Linie U5

Die in drei Bauserien 1972 bis 1978 beschafften 100 P-Triebwagen waren von Anfang an sowohl für das U-Bahn-Netz als auch das Straßenbahnnetz vorgesehen. Ursprünglich waren nur 30 Fahrzeuge mit Klapptrittstufen für den Einsatz an Hochbahnsteigen ausgerüstet (Unterbauart Pt). Sie kamen ab 1974 auf der U5 (bis 1978: B1) zum Einsatz.
1986 und 1992 wurden die übrigen 70 Fahrzeuge zum Typ Pt umgebaut und auf den Linien U6 und U7 eingesetzt. Wegen der geringen Fahrzeugbreite von 2,35 Meter konnten die Fahrzeuge zunächst nicht im Mischbetrieb mit den 30 Zentimeter breiteren U-Bahnwagen der Typen U2 und U3 verkehren. Deshalb wurden 1998 59 Fahrzeuge zum Typ Ptb umgebaut, der im Bereich der Türen durch Blumenkästen verbreitert war.
Die Pt-Wagen wurden 2007 ausgemustert und anschließend ins Ausland verkauft. Die verbreiterten Fahrzeuge des Typs Ptb waren auf der U5 bis 2016 im Einsatz, solange der Umbau auf Hochbahnsteige nicht abgeschlossen war.

## Fahrgastzahlen
| Jahr                  | 2000   | 2001   | 2002   | 2003   | 2004   | 2005   | 2006   | 2007   | 2008   | 2009   | 2010   | 2011   | 2012   | 2013   | 2014   | 2015   | 2016   | 2017   | 2018  | 2019   | 2020   | 2021   | 2022   | 2023   |
| U-Bahn-Fahrgäste      | 94,3   | 100    | 97,3   | 95,3   | 95,4   | 95,1   | 98,0   | 109,4  | 112,1  | 114,0  | 115,8  | 117,5  | 117,3  | 116,7  | 123,1  | 127,4  | 132,2  | 134,7  | 143,2 | 144,4  | 88,8   | 78,4   | 109,5  | 123,6  |
| Personenkilometer     |        | 355,2  | 345,3  | 328,2  | 338,9  | 328,2  | 349,5  | 440,1  | 450,6  | 457,4  | 463,0  | 471,5  | 469,5  | 466,4  | 492,8  | 509,8  | 528,5  | 534,3  | 568,2 | 575,4  | 353,9  | 313,1  | 439,4  | 496,6  |
| Straßenbahn-Fahrgäste | 48,1   | 45,6   | 44,3   | 43,2   | 43,5   | 43,6   | 45,1   | 47,8   | 48,6   | 49,2   | 49,8   | 50,3   | 49,9   | 54,3   | 57,4   | 59,4   | 61,6   | 62,8   | 66,6  | 67,2   | 36,3   | 32,3   | 54,5   | 66,9   |
| Personenkilometer     |        | 146,9  | 141,8  | 138,0  | 139,6  | 140,0  | 146,4  | 186,3  | 191,3  | 193,6  | 194,0  | 197,2  | 195,0  | 211,4  | 223,6  | 231,4  | 240,1  | 244,1  | 257,0 | 260,6  | 141,3  | 125,4  | 213,3  | 262,2  |
| Anmerkungen           | [ 35 ] | [ 35 ] | [ 36 ] | [ 37 ] | [ 38 ] | [ 39 ] | [ 40 ] | [ 41 ] | [ 42 ] | [ 43 ] | [ 44 ] | [ 45 ] | [ 46 ] | [ 47 ] | [ 48 ] | [ 49 ] | [ 50 ] | [ 51 ] | [ 1 ] | [ 52 ] | [ 53 ] | [ 54 ] | [ 55 ] | [ 56 ] |
|                       |        |        |        |        |        |        |        |        |        |        |        |        |        |        |        |        |        |        |       |        |        |        |        |        |